# Hessisch Oldendorf
Hessisch Oldendorf ist eine Stadt im niedersächsischen Landkreis Hameln-Pyrmont unweit der Weser. 1905 wurde dem Ortsnamen amtlich der Zusatz „Hessisch“ hinzugefügt, um ihn von anderen Orten des Namens „Oldendorf“ zu unterscheiden. Postalisch und behördlich war der Zusatz bereits länger üblich. Zu jener Zeit gehörte die Stadt zur preußischen Provinz Hessen-Nassau.

## Geographie

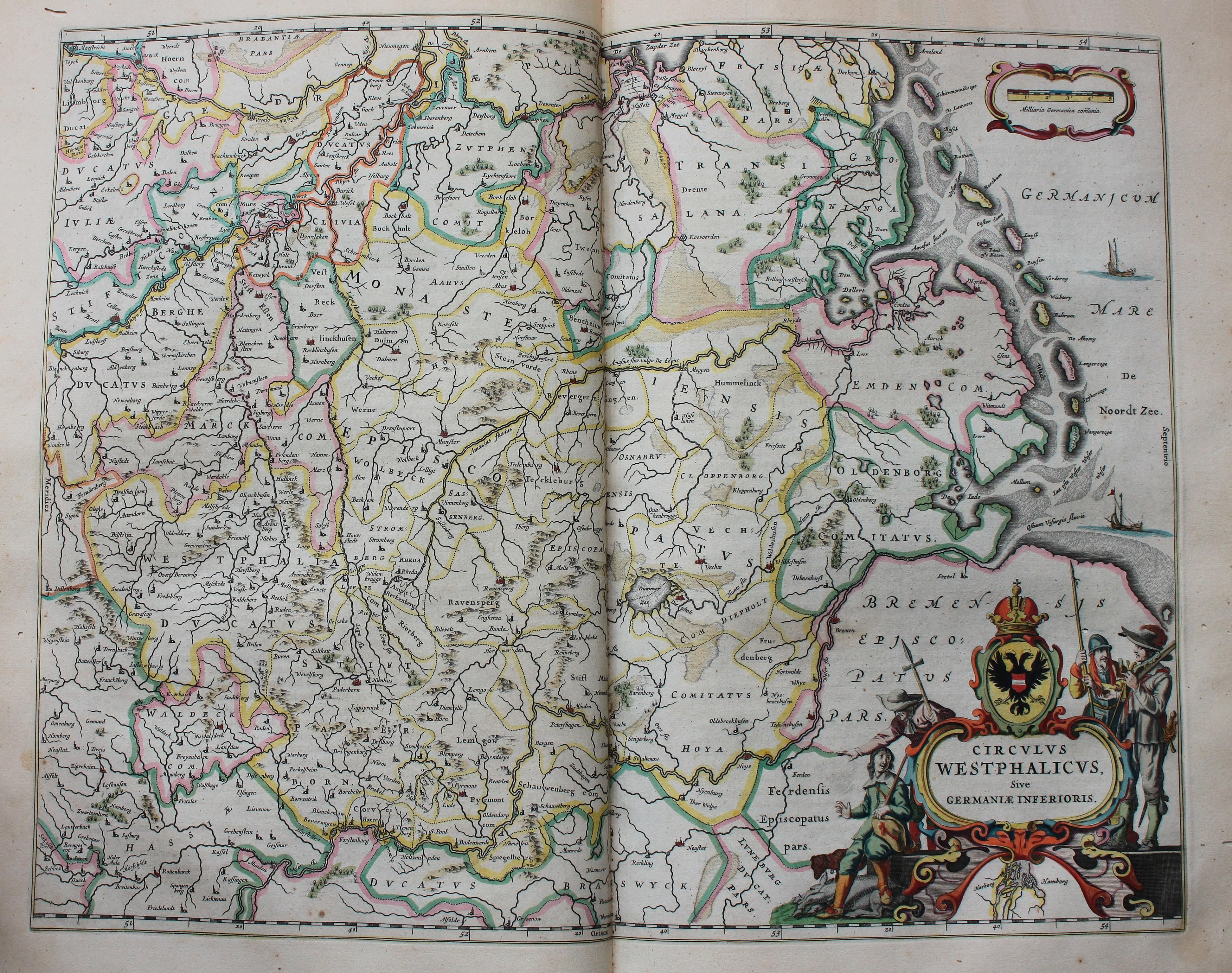
Oldendorp (unten Mitte links bei 52°10') in der Karte des Westfälischen Reichskreises aus einem 1659 gedruckten Blaeu-Atlas. Westen ist oben. Die Teilung des Schauwenberg com(itatus) = Grafschaft Schaumburg und die Ergebnisse des Westfälischen Friedens sind noch nicht berücksichtigt.

### Lage
Hessisch Oldendorf liegt 13 Kilometer nordwestlich der Stadt Hameln an der Weser. Durch die Stadt führen der Weserradweg und die Deutsche Märchenstraße.

### Stadtgliederung
Seit der Gemeindereform von 1973 gliedert sich Hessisch Oldendorf in acht Ortschaften mit insgesamt 24 Ortsteilen:
- Hessisch Oldendorf – Kernstadt
- Großenwieden – Großenwieden und Kleinenwieden
- Rohdental – Rohden, Segelhorst und Welsede
- Hohenstein – Barksen, Krückeberg, Langenfeld, Wickbolsen und Zersen
- Süntel – Bensen, Haddessen, Höfingen und Pötzen
- Fischbeck – Fischbeck (mit Stift Fischbeck) und Weibeck
- Sonnental – Friedrichsburg, Friedrichshagen, Fuhlen, Heßlingen und Rumbeck
- Hemeringen/Lachem – Hemeringen und Lachem

### Geologie
Eine geologische Besonderheit sind die Vorkommen von Planicosta-Sandstein.

## Geschichte

Flurkarte von Hessisch Oldendorf 1750

Die Gründung (Hessisch) Oldendorfs als Stadt fällt höchstwahrscheinlich in das zweite Viertel des 13. Jahrhunderts. Möglicherweise plante Graf Adolf von Schaumburg, das befestigte Oldendorf zum Mittelpunkt der ca. 25 schaumburgischen Ortschaften der Umgebung zu machen und dadurch seine Macht zu sichern.
Das erstmals 1407 erwähnte Gymnasium, das auf eine schon im späten Mittelalter gegründete städtische Lateinschule zurückgeht, erfuhr – in enger Verbindung mit der Universität Rinteln – seine Blütezeit um 1630. Um 1500 hatte die Stadt ca. 1300 Einwohner.
1552 erreichte die Reformation die Grafschaft Schaumburg und damit Oldendorf. In Oldendorf wurden von 1558 bis 1581 vermeintliche Hexen verfolgt: Zwei Frauen und ein Mann gerieten in Hexenprozesse, die beiden Frauen wurden wahrscheinlich verbrannt. Auch die Ortsteile Großenwieden, Höfingen, Rohden, Wickbolsen und Zersen waren von Hexenverfolgung betroffen.
Durch den Tod des letzten Grafen 1640 entstand ein Streit um die Grafschaft Schaumburg, der zu ihrer Aufspaltung in drei Teile führte. Oldendorf fiel zusammen mit Rinteln als Exklave an die Landgrafschaft Hessen-Kassel, die nach Erhebung des Landgrafen zum Kurfürsten 1803 als „Kurfürstentum Hessen“ bezeichnet wurde.
Von 1807 bis 1813 gehörte Oldendorf, wie das ganze Kurfürstentum Hessen (Kurhessen), zum napoleonischen Königreich Westphalen. Nach dem Deutschen Krieg 1866 und der Annexion des Kurfürstentums durch Preußen wurde die Stadt ab 1867 dem neu geschaffenen Regierungsbezirk Kassel eingegliedert, der ab 1868 zu der (ebenfalls neu geschaffenen) preußischen Provinz Hessen-Nassau zugeordnet wurde. 1932 kam sie an den Regierungsbezirk Hannover in der Provinz Hannover.
Mit der Auflösung des Landkreises Grafschaft Schaumburg (Kreisstadt Rinteln) und Neubildung des Landkreises Schaumburg (Kreisstadt Stadthagen) wurde die Stadt, die jahrhundertelang „Oldendorf unter der Schaumburg“ hieß, am 1. August 1977 aus der historischen Zugehörigkeit herausgenommen und in den Landkreis Hameln-Pyrmont eingegliedert.

### Ortsname
Alte Bezeichnungen des Ortes sind um 1160–70 Othelricus de Aldenthorpe, 1208–32 Ludinger de altenthorpe, etwa 1237 bis 1247 Oldendorpe / Oldendorpe prope Scowenborch, 1242 in Oldendorp, 1265 Gerhardus de Oldendorpe, Oldendorf/Weser, 1905 Hessisch Oldendorf und ab dem 19. Jahrhundert Hessisch Oldendorf.
Die älteren Belege zeigen die altsächsische Form mit ald-, die jüngeren die normale Entwicklung zu old-, später wird daraus o(h)l. Mittelniederdeutsch Olendorp meint „altes Dorf“. Das norddeutsche dorp wird ersetzt durch hochdeutsch dorf. Der Zusatz Hess(isch) bezieht sich auf die Zugehörigkeit der Stadt und großer Teile der Grafschaft Schaumburg zu Hessen-Kassel nach dem Aussterben des Schauenburger Grafenhauses 1640. Der heute anachronistisch erscheinende Namenszusatz erklärt sich durch die Zugehörigkeit zum früheren Landkreis Grafschaft Schaumburg, der einst eine Exklave des Kurfürstentums Hessen und danach bis 1932 der Provinz Hessen-Nassau war.

### Schlacht bei Oldendorf (1633)

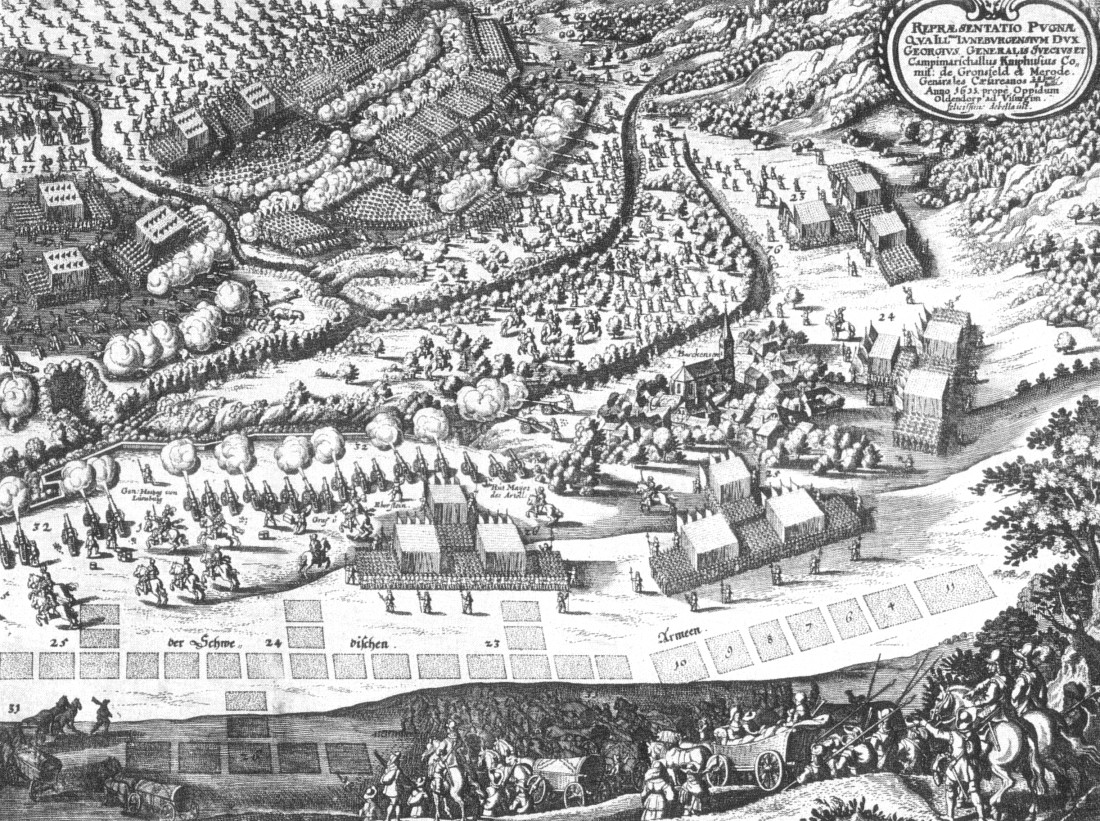
Merian-Stich der Schlacht

Eine historisch bedeutsame Schlacht um Hessisch Oldendorf fand am 28. Junijul. / 8. Juli 1633greg. statt, als ein protestantisches Heer von Schweden, Hessen und Braunschweig-Lüneburgern dem katholisch-kaiserlich besetzten Hameln zu Hilfe kam. Zum Kampf kam es in der Schlucht zwischen Segelhorst und Barksen. Zum glänzenden Sieg über die kaiserlichen Truppen halfen die genaue Ortskenntnis eines Rittmeisters, der in Oldendorf geboren war, und der erste Einsatz beweglicher Feldartillerie. Bei dieser Schlacht wurden an einem einzigen Tag über 7000 Tote gezählt.
In Höfingen wurde 1635 eine Hexenverfolgung durchgeführt: Zwei Frauen wurde in Hexenprozessen angeklagt, eine wurde wahrscheinlich verbrannt.

### Abdämmung der Weser
Das Oldendorfer Wesertal wurde von mehreren Weserarmen durchflossen, die noch heute bei Hochwasser gut zu erkennen sind. Der Hauptarm der Weser floss direkt am „Münchhausenhof“ und den Stadtwällen von Hessisch Oldendorf entlang und sicherte durch den Schiffsverkehr der Stadt erhebliche Zolleinnahmen. Schweren wirtschaftlichen Schaden nahm die Stadt, als zwischen 1615 und 1682 der Landdrost Jobst von Mengersen die Weser in den Stauwiesen bei Weibeck abdämmte. Durch die Trockenlegung alter Weserarme wurden aber bedeutende fruchtbare Ackerflächen gewonnen, die dem Vermögen der Grafen von Schaumburg zufielen. Dem Volksglauben nach soll Jobst für seine Tat an nebligen Tagen ruhelos bei der alten Weser umherirren und (Rad-)Wanderer erschrecken.

### Jüdische Geschichte

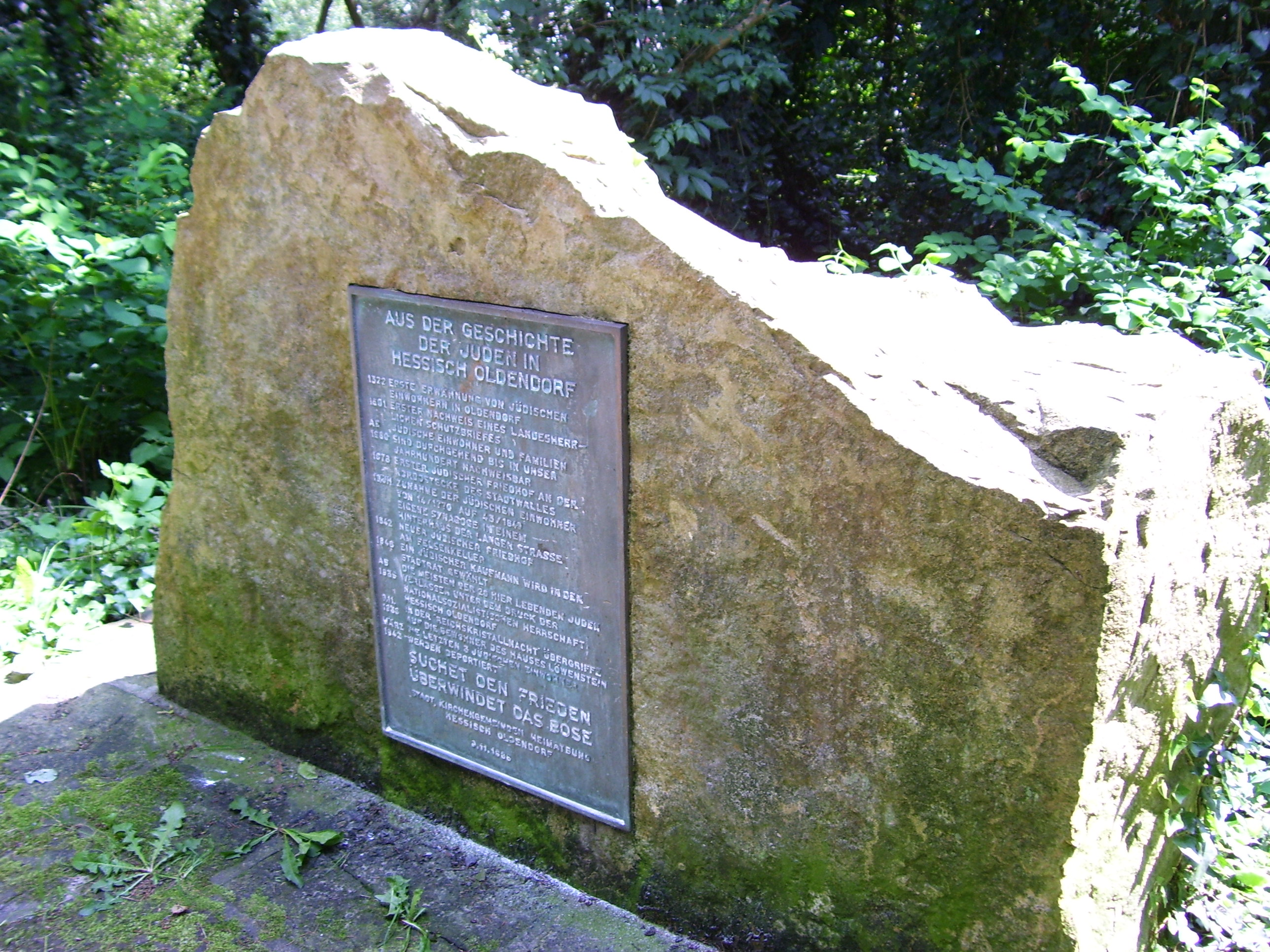
Gedenkstein auf dem alten Juden-Totenhof in der Nordostecke des Stadtwalls

Schon im frühen 14. Jahrhundert berichten Hamelner Urkunden von Juden in Oldendorf, die dann nach Hameln übersiedeln. Von 1597 haben sich Schriftstücke erhalten, in denen der Oldendorfer Bürgermeister dem Juden Isaak eine untadelige Führung als Händler und Geldverleiher bescheinigt. Geldgeschäfte aller Art waren ein Erwerbszweig, in den sich die Juden zwangsläufig flüchten mussten, nachdem ihnen die Handwerker-Zünfte und Kaufmannsgilden aus religiösen Gründen versperrt waren. So traten zwischen 1660 und 1723 auch die drei jüdischen Brüder Wallach mehrmals als Kreditgeber der Stadt auf. Um 1675 pachteten sie einen „Totenhof“ auf dem Nordwall und erwarben 1710 den ersten jüdischen Hausbesitz in der Stadt. Auch im weiteren Verlauf des 18. Jahrhunderts lebten hier drei jüdische Familien und handelten mit Ellenwaren, Fellen und Häuten – passend in einer Stadt mit zahlreichen Gerbern und Schuhmachern.
Die napoleonischen Reformen brachten den Juden die bürgerrechtliche Gleichstellung und dauerhafte Familiennamen – in Oldendorf: „Rosenberg“, „Blumenthal“ und „Lilienfeld“. Der Metzger Baruch Blumenthal nahm an den Befreiungskriegen teil und erhielt dafür 1823 eine Ehrenmedaille des zurückgekehrten hessischen Kurfürsten. Bis zur Mitte des 19. Jahrhunderts wuchs die Zahl der jüdischen Einwohner auf 43, bei 1343 Einwohnern insgesamt. Neben den Metzgern und kleinen Händlern ragten die Brüder Rosenberg (Kolonial- und Bankgeschäfte) und vor allem der wohlhabende Kaufmann Nathan Peritz Lilienfeld heraus, der im Revolutionsjahr 1848 sogar in den Stadtrat gewählt wurde. Aber bereits 1852 entzog eine kurhessische Verfassungsänderung allen Nichtchristen wieder solche Mandate. 1832 hatte Lilienfeld als jüdischer Gemeindeältester mit der Stadt einen Kaufvertrag geschlossen, durch den ein neuer jüdischer Friedhof östlich der Stadt angelegt werden konnte (An der Bollwegstrift, unten an der Zufahrt zum städtischen Friedhof gelegen).

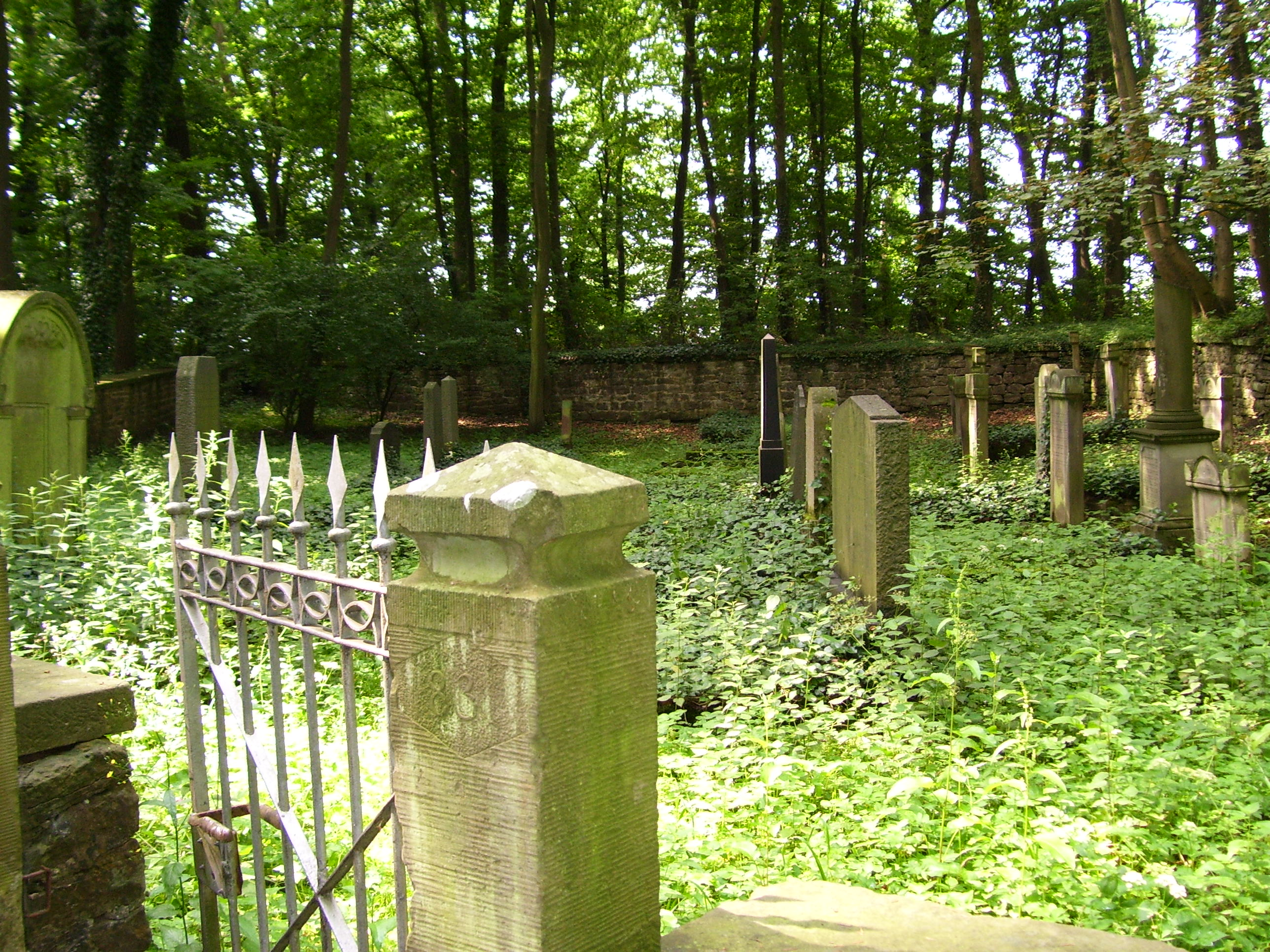
Neuer Jüdischer Friedhof seit 1832

Von der Kaiserzeit bis zur Zeit des Nationalsozialismus traten die jüdischen Geschäftsleute (z. B. Bankhaus u. Textilgeschäft Adolf Spanier, Landhandel Max Blumenthal, Viehhandlung Julius Löwenstein) als angesehene und ins Vereinsleben integrierte Mitbürger in Erscheinung. Bernhard Blumenthal (Bruder von Max) ging nach Übersee und verbrachte einige Jahre in der niederländischen Kolonie Sumatra als Verwalter einer Tabakplantage. Seine Tochter war die spätere Journalistin Käthe Vordtriede. Julius Löwenstein war als Teilnehmer des Ersten Weltkriegs auch Ortsvereinsvorsitzender des Reichsbundes jüdischer Frontsoldaten.
Nach der Machtergreifung der Nationalsozialisten 1933 erlebten 21 Oldendorfer Juden Entrechtung, Misshandlung, Vertreibung und Ermordung. Ein erster Tiefpunkt war 1935 eine vom Kreispropagandaleiter Carlowitz mit nachweislich erlogenen Behauptungen angezettelte Kundgebung auf dem Marktplatz wegen einer angeblichen „Rassenschändung“ im Haus des Viehhändlers Löwenstein. Aufgewiegelte Einwohner drangen daraufhin in dessen Haus ein, verwüsteten die Einrichtung und zwangen die Familie zum vorläufigen Verlassen der Stadt. Im August 1935 verbot der Stadtrat den kommunalen Bediensteten jeden Umgang mit Juden, sperrte den städtischen Viehmarkt für die jüdischen Viehhändler und untersagte allen Juden die Benutzung der Badeanstalt. In der Reichspogromnacht zum 10. November 1938 stürmten Oldendorfer SS-Angehörige und Zivilisten die Viehhandlung Löwenstein, plünderten die Wohnung und misshandelten die Ehefrau und deren Schwager. Die Familie Löwenstein emigrierte in die USA und 1939/40 fanden noch drei weitere Jugendliche Asyl in England und den USA. Für zehn in Deutschland gebliebene Oldendorfer Juden gab es keine Rettung. Ihre Spuren verloren sich durch Deportationen in die Ghettos und Vernichtungslager Auschwitz, Chelmno, Litzmannstadt, Riga, Treblinka und Warschau. Nach dem Zweiten Weltkrieg besuchte Lieselotte Southam – die 1939 nach England entkommene Tochter von David und Lina Blumenthal (Viehhandel und Schuhgeschäft in der Langen Straße) – mehrfach ihren Geburtsort und berichtete 1994 ausführlich über ihre ermordeten Eltern, über das gesellschaftliche Zusammenleben in Hessisch Oldendorf vor 1933 und den Niedergang danach. Seit 1988 erinnert eine Gedenktafel auf dem Nordwall an die Stelle des ersten jüdischen Friedhofs und an die Geschichte der Oldendorfer Juden. In den Jahren 2021 und 2022 wurden in der Langen Straße insgesamt 17 Stolpersteine zum Gedächtnis an die ermordeten und vertriebenen jüdischen Mitbürgerinnen und Mitbürger gesetzt.

### Mühlen in Hessisch Oldendorf
Die Stadtmühle am Westertor war die älteste Mühle der Stadt und bestand bereits seit der Stadtgründung im 13. Jahrhundert. Die Wassermühle Dömich an gleicher Stelle wurde 1863 – verstärkt mit einer Betriebsgrabenverbindung zum Rohdener Bach – errichtet und war bis ca. 1960 in Betrieb. Die Oldendorfer Windmühle wurde auf der Südostecke des Stadtwalles 1589 von der Stadt erbaut, brannte aber im Dreißigjährigen Krieg bereits wieder ab. Die Oldendorfer Schiffsmühle lag seit 1587 auf dem alten Weserarm vor der Südwestecke des Walles. Sie bestand aber nicht lange, denn wenige Jahrzehnte später war die alte Weser abgedämmt. 7 Schleifmühlen der Schmiede und Schlosser wurden 1655 gezählt. 1/2 Thaler Wasserzins verlangte die Stadt für jede Mühle. Die Münchhausen-Mühle an der Fuhler Weserbrücke gehörte bis zu Verkoppelung 1870 zum Münchhausen-Burghof. Vor 1600 wird sie bereits urkundlich erwähnt. Die Dampfmühle an der Segelhorster Straße wurde als Getreide- und Sägemühle 1868 bis ca. 1950 betrieben. Die Kokensmühle am Barksener Weg war ab 1571 Lohmühle des Oldendorfer Schusteramtes. Hier wurde Eichenrinde zu „Lohe“, die von den Gerbern zur Lederherstellung benötigt wurde, gemahlen. Bis 1668 war der Kokensmühle auch eine Walkmühle der Oldendorfer Tuchmacher, die ihre gewebten Leinenstoffe hier „walken“ ließen, angegliedert. Ab 1680 diente die Kokensmühle als Ölmühle.

### Scharfrichter und Gerber

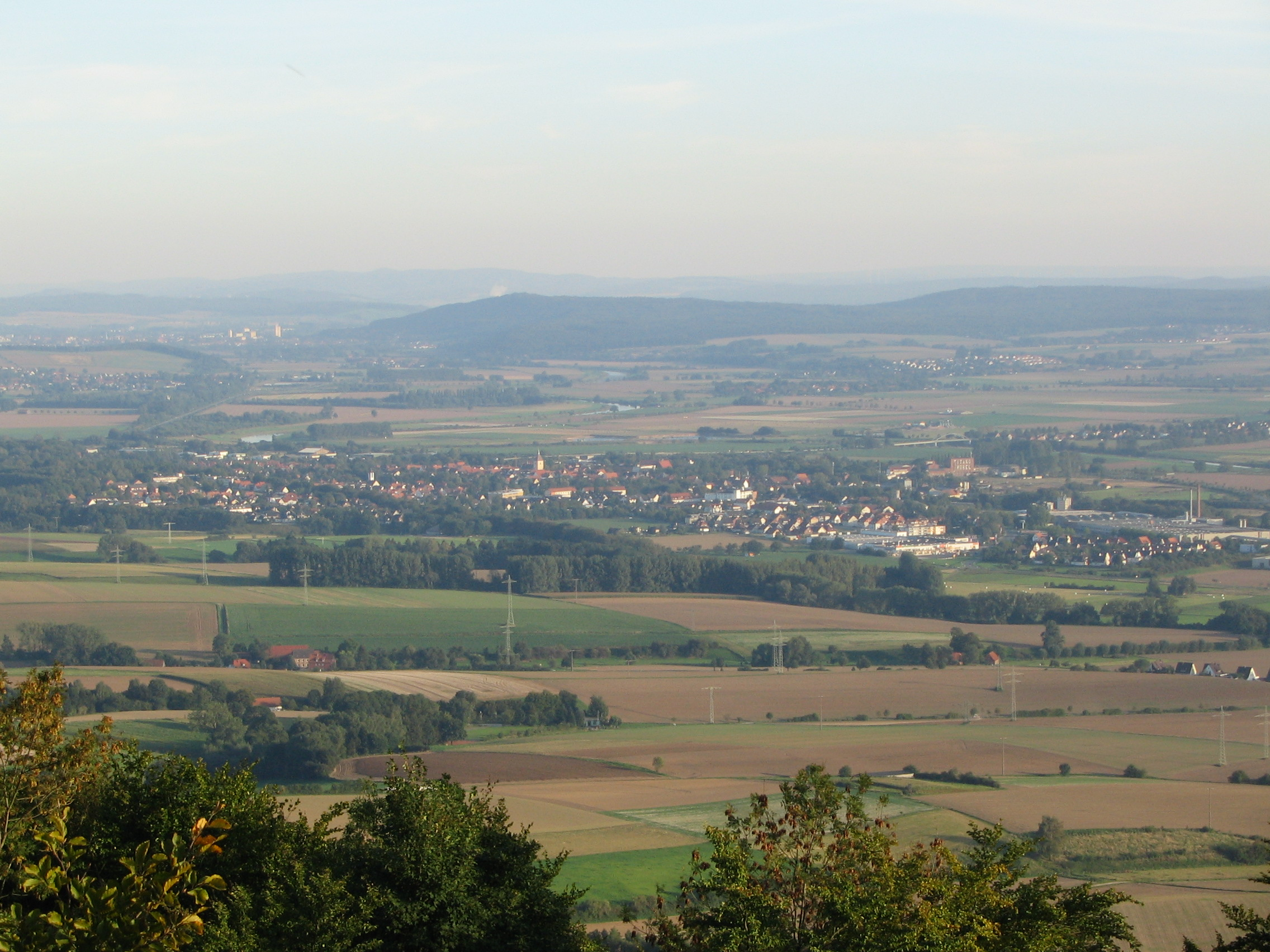
Blick von der Paschenburg nach Hessisch Oldendorf

Der Dienstsitz des Schaumburger Scharfrichters ist seit Gründung der Stadt nachweisbar und befand sich auf dem Grundstück Mittelstraße 9/Ecke Paulstraße neben dem „Bürgerzwangturm“, der als städtisches Gefängnis ebenfalls der Aufsicht des Scharfrichters unterstand. Als Grundlage des Strafvollzugs diente die „Carolina“, die peinliche Halsgerichtsordnung Kaiser Karls V.
Der Beruf des Scharfrichters galt als nicht „ehrlich“, er gehörte keiner Gilde an und unterlag auch in Familienangelegenheiten besonderen Vorschriften. Im Ratskeller und in der Kirche hatte der Mann mit dem schrecklichen Handwerk seine festen, vom Rat der Stadt bestimmten Sitzplätze. Geheiratet wurde nur innerhalb der Scharfrichtersippen, niemals mit anderen Berufsgruppen.
1755 erfolgte die letzte Hinrichtung nach zuvor durchgeführtem Halsgericht und dreimaliger Tortur auf dem Schafott des Galgenangers an der Gemarkungsgrenze Welsede/Großenwieden. Scharfrichter Farneck trennte einer Kindesmörderin mit dem Richtschwert den Kopf vom Rumpf.
In einem kleinen Land wie der Grafschaft Schaumburg war die „dienstliche Auslastung“ eines Scharfrichters eher gering. Um sein Auskommen zu sichern, wurde deshalb das Amt mit den Aufgaben des Abdeckers verbunden. Alles verendete Vieh der gesamten Grafschaft durfte ausschließlich durch den Oldendorfer Abdecker entsorgt werden. Bei Strafe war es den Bürgern verboten, ihr totes Vieh selbst zu vergraben. Die Abdeckerknechte holten dann das Vieh ab und verwerteten es in der „Fillerei“. Die Geruchsbelästigung in der engen Stadt und die Wasserbeeinträchtigung des Wallgrabens erforderte bald die Verlegung der „Fillekuhlen“ nach außerhalb der Stadtwälle an den Barksener Weg (heute Stadthalle). Verwertet wurden neben den Hufen und Hörnern hauptsächlich die Häute der verendeten Tiere.
Die Tierhäute wurden dann von einer neuen Berufsgruppe, den Gerbern, verarbeitet. An den Bachläufen rund um die Stadt sind mehrere Gerbereien dokumentiert, wovon die Wehrhahnsche Gerberei an der Segelhorster Straße die größte war. Neben den Häuten war das ausreichende Vorhandensein von Eichenlohe, die in der Lohmühle aus Eichenrinde gewonnen wurde, Voraussetzung für die Lederherstellung. Diese fand aber mit der Entwicklung der industriellen Chromgerbung ihr schnelles Ende.
Als letzte profitierte von dem Schaumburger Scharfrichter und Abdecker die lederverarbeitende Zunft der Schuhmacher, die über Jahrhunderte recht bedeutend war. „Oldendorf ist eine Stadt, die neunundneunzig Schuster hat“, sangen die Kinder. Die industrielle Produktion in zwei Schuhfabriken löste auch dieses Kleingewerbe im letzten Drittel des 20. Jahrhunderts ab.

### Feuerwehr

#### Städtische Pflichtfeuerwehr vor 1875
Verheerende Brände haben in früheren Jahrhunderten Oldendorf heimgesucht. Am 23. September 1639 ging der größte Teil des Ortes aufgrund der engen Fachwerkbauweise in Flammen auf. Später organisierte der Rat der Stadt das Feuerlöschwesen, stellte Feuerherren an und erließ Feuerverordnungen. Im Jahre 1858 verfügte die Kurhessische Regierungskommission in Rinteln, dass jeder Einwohner zur Bekämpfung eines Brandes verpflichtet sei. Auf Grund dieser Verfügung ordnete die Stadt ihr Löschwesen. Der Alarm erfolgte mit der Feuerglocke und nötigenfalls hatte der Feuerreiter die Nachricht an anderen Feuerwehren außerhalb zu überbringen. Sämtliche männlichen Einwohner waren zu verschiedenen Tätigkeiten eingeteilt. Unter Leitung des Vizebürgermeisters Diedelmeyer trat die Rettungskompagnie an, um das Hab und Gut zu retten sowie zu bewachen. Die Bekämpfung des Brandes geschah mit einer großen, einer kleinen und einer Handspritze. Die große Spritze wurde von 28 Mann bedient, die kleine mit 22 Mann. Die Bauhandwerker der Stadt waren zu einer Handwerkskompagnie zusammengeschlossen. Es waren 15 Mann, die mit Feuerhaken die vom Feuer ergriffenen Gebäude auf Anordnung des Baubeamten niederzureißen hatten. Alle übrigen Männer hatten mit den ledernen Feuereimern Wasser herbeizutragen.

#### Freiwillige Feuerwehr ab 1875
Durch Verfügung vom 23. August 1875 regelte die Regierung zu Kassel das Feuerlöschwesen. Danach richtete Oldendorf eine Feuerwehr ein. Im Jahre 1925 ist die Freiwillige Feuerwehr in Steigerrott mit zwei Steigerwagen, drei Hydrantenrotts mit drei Hydrantenwagen und Absperrmannschaften eingeteilt worden. Eine Brandchronik von 1875 bis 1925 weist nicht unerhebliche Brände in den Jahren 1876, 1879, 1880, 1882–1888, 1890, 1892–1894, 1896, 1898–1906, 1908, 1910, 1913, 1914, 1924 und 1925 aus.

### Schuhfabrikation
Die Schuhfabrik Ferdinand Rinne KG wurde 1901 in Hessisch Oldendorf gegründet. Im Jahr 1922 erfolgte die Umwandlung in eine Aktiengesellschaft. Produktionsstandort war bis zum Ende das Areal an der Rüschstraße. Die Gebäude wurden in den 1990er Jahren aufwendig saniert und zu Wohn- und Geschäftshäusern umgewandelt, auf dem Gelände befindet sich außerdem die örtliche Polizeistation.
Nach dem Zweiten Weltkrieg profitierte das Unternehmen deutlich vom einsetzenden Wirtschaftswunder, es wurden neben verschiedenen Damen-, Herren- und Kindermodellen auch Militärstiefel produziert. Nach dem Abflauen der Konjunktur und der stark zunehmenden Konkurrenz durch Schuhimporte aus den EWG- und Ostblockstaaten, Pakistan, Hongkong, Japan und China geriet das Unternehmen, wie viele Schuhhersteller in Westdeutschland in finanzielle Probleme. 1968 war es nach einem Verlust von rund einer Million DM dem Konkurs sehr nahe. Zur Wende kam es allerdings durch die Übernahme der Aktienmehrheit durch den britischen Konzern Britton & Sons Ltd. im gleichen Jahr. Der neue Direktor Hans Dimler (* 1932), der zuvor bei der Staatlichen Schuhgroßhandlung in Leipzig und für Elefantenschuh in Kleve sowie seit 1966 bei der Schuhfabrik Rinne tätig war, verordnete eine starke Modellreduzierung und eine Konzentration auf das Geschäft mit Kinderschuhen der Marke Tuf. Gleichzeitig wurden 500.000 DM in eine Werbekampagne der Frankfurter Agentur Konsell investiert und dadurch der Tigerkopf in der Sohle als Markenzeichen eingeführt. Es kam sogar zu zahlreichen ganzseitigen Anzeigen in der Zeitschrift Micky Maus. Mit dem Slogan „Leicht wie die Feder des Adlers und stark wie die Haut des wandernden Büffels“ wurde im Jahre 1971 bereit wieder ein Gewinn von 600.000 Mark erzielt. Täglich verließen damals etwa 4000 Paar Kinderschuhe das Rinne-Werk. Letztendlich konnte der Niedergang der Schuhproduktion in der Kernstadt aber damit nur hinausgezögert werden.

### NATO-Kaserne Hessisch Oldendorf
Auf dem Höhepunkt der Konfrontation des Kalten Krieges zwischen NATO und Warschauer Pakt ab 1960 errichtete die Bundesrepublik im Abstand von ca. 150 Kilometer zur innerdeutschen Grenze einen Gürtel mit Luftabwehrraketen-Stationen. In Hessisch Oldendorf wurde für dieses Verteidigungsprojekt ab 1963 eine zentrale Kasernenanlage für vier feste Abschussstationen mit jeweils fünf weiteren Ausweichplätzen gebaut.
Die 4. Lenkwaffen-Gruppe der Niederländischen Luftwaffe (4GGW) bezog im März 1965 die alte Zuckerfabrik als Notunterkunft und im Oktober 1965 die neue Kaserne an der Segelhorster Straße mit 1800 Personen. Für die niederländischen Familien entstanden im „Keukenhof“ entsprechende Wohnungen, Schulen und Soldatenheim. Zugeordnet waren der Hessisch Oldendorf Kaserne die Stationen Barsinghausen/Deister (420. Sqn), Bad Münder/Süntel (421. Sqn), Goldbeck (422. Sqn) und Reinsdorf/Bückeberge (423 Sqn). Ausgerüstet waren die niederländischen Einheiten mit mobilen konventionellen „Hawk“-Luftabwehrraketen und den dazugehörigen Radarsystemen. Anfang der 1970er Jahre war dieses Luftabwehrsystem schon technisch veraltet und so wurden die niederländischen Luftwaffeneinheiten bereits zum 1. Juli 1975 wieder nach Holland zurückverlegt.
Neuer Hausherr der Kaserne in Hessisch Oldendorf wurde ab Mai 1976 die US Air Force. Der „600th TCG Hessisch Oldendorf Airstation“ unterstanden große Radarstationen in Bad Münder/Süntel (609th), Schwelentrup (619th, 620th) und Bremerhaven (606th). Die US Airstation fungierte als eine der zentralen Leitstellen der norddeutschen Radarüberwachung. Logistisch unterstützt wurde die Airstation durch eine unterirdische Treibstoff-Pipeline von Münster nach Hessisch Oldendorf.
Mit dem Ende des Kalten Krieges kam auch das Ende der US-Airstation, die 1991 aufgelöst wurde. Die Kasernenanlage wurde noch einige Jahre als Niedersächsisches Auffanglager für Aussiedler aus der ehemaligen Sowjetunion genutzt. Inzwischen ist das gesamte ehemalige Kasernengelände abgebrochen und zu einem modernen Wohngebiet umgenutzt worden. Einzige Erinnerung an die ehemalige Kaserne ist die amerikanische Schule, die heute als „Grundschule am Rosenbusch“ weiter existiert.
Die Treibstoff-Pipeline und die unterirdischen Tanklager im Süntel sind ab Fischbeck stillgelegt und zum Schutz vor Korrosion mit Stickstoff befüllt. Die verbliebene Pipeline wird in Teilbereichen von der Wintershall AG als Gas-Pipeline neu genutzt. Munitionsbunker, unter anderem in Wahrendahl, werden jetzt ebenfalls zivil genutzt.

### Eingemeindungen
Am 29. Januar 1973 wurden die bis dahin selbständigen Gemeinden Fischbeck (Weser) und Hemeringen (bis dahin im Landkreis Hameln-Pyrmont) eingegliedert.

### Einwohnerentwicklung
Zu erkennen ist hier ein starker Zuzug von Kriegsflüchtlingen nach dem Zweiten Weltkrieg aus den ehemaligen deutschen Ostgebieten, die sich besonders 1950 auf die Erhebung auswirkt.
Durch den Zuzug neuer Flüchtlinge aus dem Nahen Osten und anderen Staaten könnte die Zahl der Einwohner erneut steigen.
| Jahr | Einwohner | Quelle        |
| ---- | --------- | ------------- |
| 1885 | 1.688     | [ 13 ]        |
| 1910 | 1.951     | [ 14 ]        |
| 1925 | 2.099     | [ 13 ]        |
| 1933 | 2.264     | [ 13 ]        |
| 1939 | 2.498     | [ 13 ]        |
| 1950 | 4.602     | [ 15 ]        |
| 1956 | 4.289     | [ 15 ]        |
| 1961 | 04.310 a  | [ 11 ] [ 16 ] |
| 1970 | 04.347 b  | [ 11 ] [ 16 ] |
| 1973 | 8.934     | [ 17 ]        |

| Jahr | Einwohner | Quelle |
| ---- | --------- | ------ |
| 1975 | 18.104 c  | [ 18 ] |
| 1980 | 17.911 c  | [ 18 ] |
| 1985 | 17.568 c  | [ 18 ] |
| 1990 | 18.088 c  | [ 18 ] |
| 1995 | 20.125 c  | [ 18 ] |
| 2000 | 20.078 c  | [ 18 ] |
| 2005 | 19.771 c  | [ 18 ] |
| 2010 | 18.927 c  | [ 18 ] |
| 2015 | 18.119 c  | [ 18 ] |
| 2020 | 18.190 c  | [ 18 ] |

|  |

## Religion

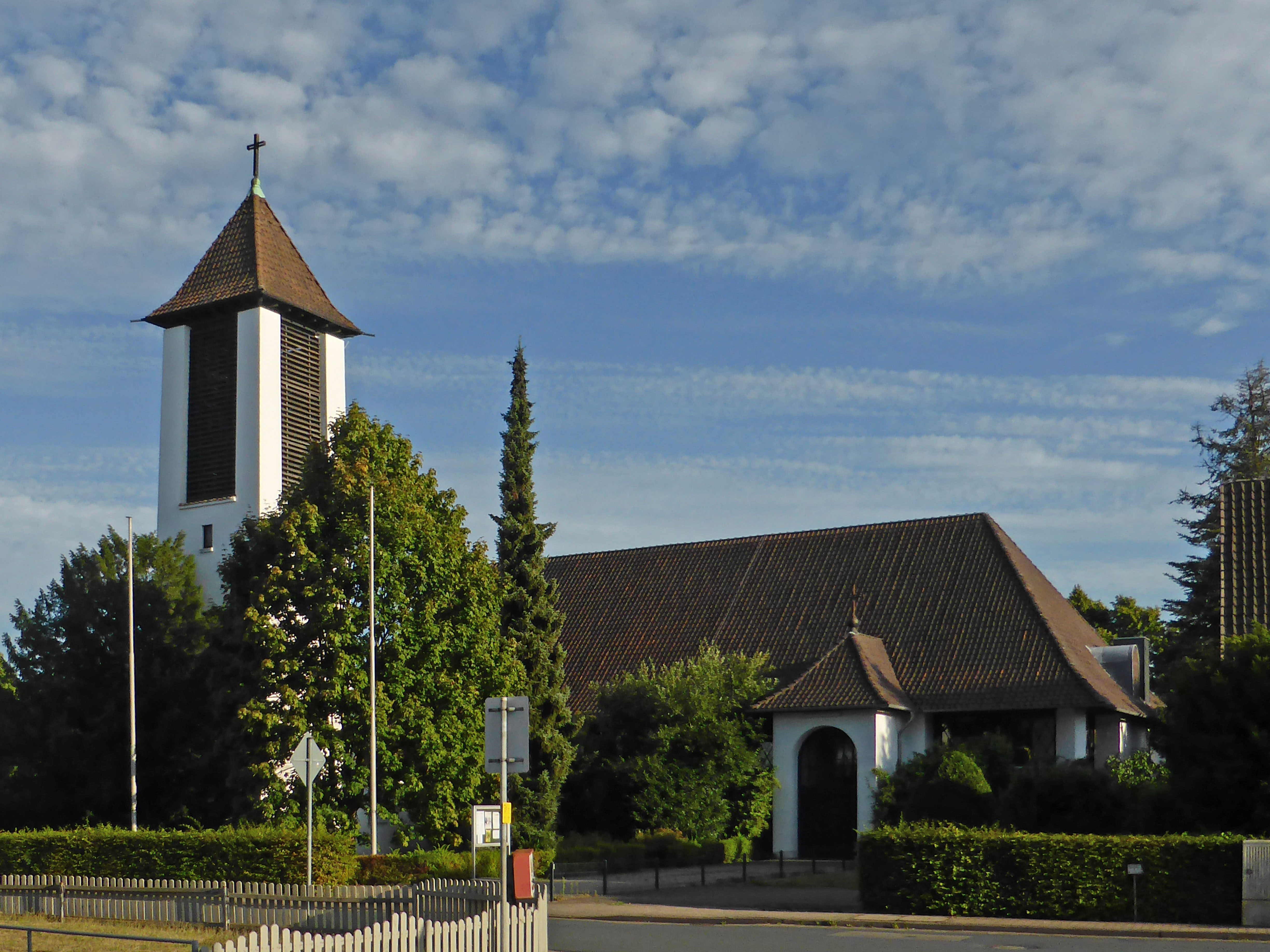
St.-Bonifatius-Kirche

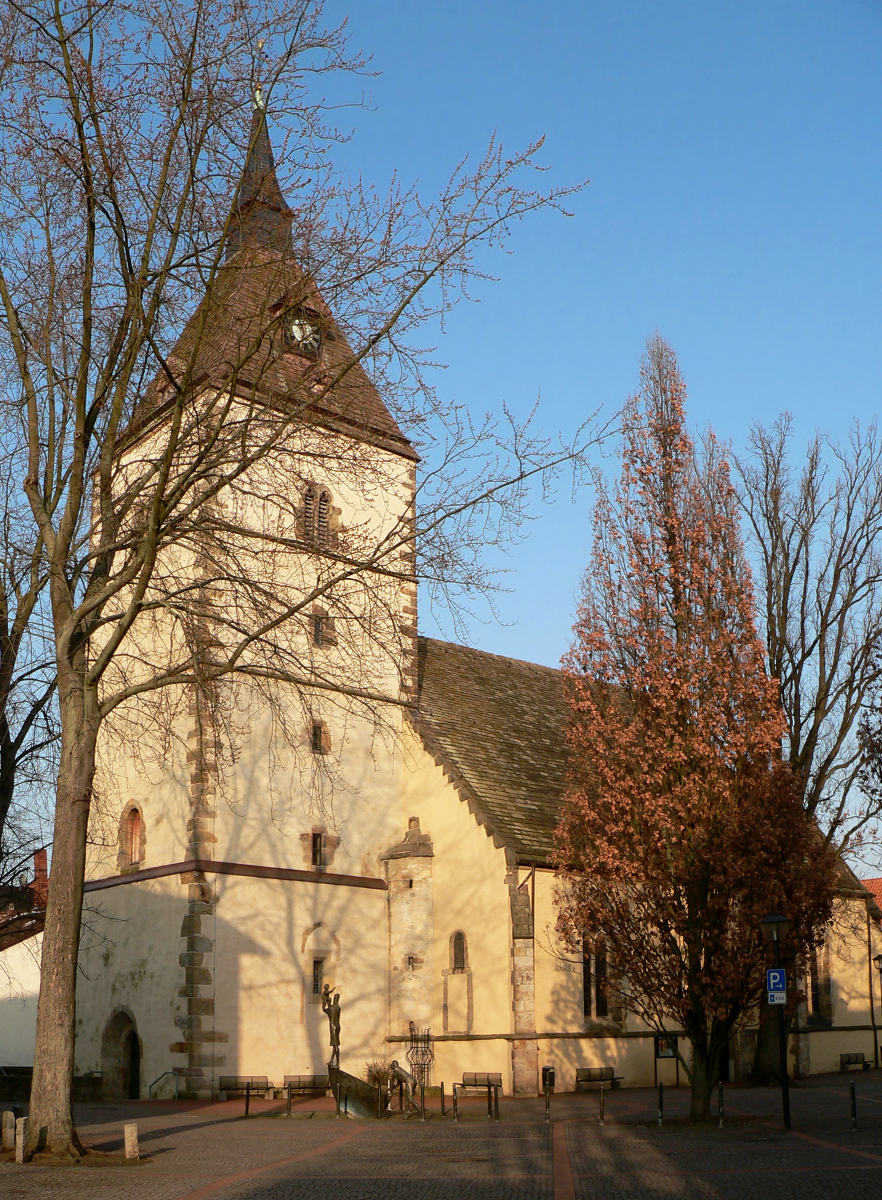
St.-Marien-Kirche

Die katholische Kirchengemeinde St. Bonifatius verdankt ihre Existenz hauptsächlich zugezogenen Kriegsflüchtlingen und Heimatvertriebenen aus dem ehemaligen deutschen Gebiet Oberschlesien. Die Kirche an der Schilfstraße mit ihrem freistehenden Glockenturm und ein Jugendheim wurden 1950 erbaut, das Pfarrhaus folgte 1952. Später erfolgte der Anbau eines Saales an das Jugendheim, so dass heute ausreichend Raum für in der Gemeinde aktive Gruppen zur Verfügung steht. Zugeordnet ist die St.-Bonifatius-Kirche seit 2012 der Pfarrgemeinde St. Sturmius in Rinteln, die wiederum dem Dekanat Weserbergland im Bistum Hildesheim angehört. Eine besondere Veranstaltung in der Gemeinde war die jährliche Karnevalssitzung „Bonimax Helau“.
Die evangelische St.-Marien-Kirche samt Glockenturm wurde bereits im Jahre 1250 erbaut und zählt damit zu den ältesten Gebäuden der Stadt. Ebenfalls zur Kernstadtgemeinde gehören das Pfarrhaus und ein Gemeindehaus, das sich in unmittelbarer Nähe zu der auf dem Kirchplatz gelegenen Kirche befindet. Die St.-Marien-Gemeinde ist dem Kirchenkreis Grafschaft Schaumburg zugeordnet, das wiederum zum Sprengel Hannover bzw. zur Evangelisch-lutherischen Landeskirche Hannovers gehört. Neben der Konfirmandenarbeit stehen Frauen- und Jugendtreff, Seniorennachmittag und Kirchenchor beispielhaft für ein ausgeprägtes Gemeindeleben. Seit 1997 wird in Zusammenarbeit mit der katholischen St.-Bonifatius-Gemeinde der Eine-Welt-Laden als ökumenisches Projekt betrieben. Im Jahre 2008 wurde das gemeinschaftliche Pfarramt Wesertal mit den Kirchengemeinden Fischbeck, Großenwieden, Hessisch Oldendorf und Weibeck-Krückeberg ins Leben gerufen.
Die neuapostolische Kirche wurde aufgegeben. Ab 1957 bestand in Hessisch Oldendorf eine selbständige neuapostolische Gemeinde. 2001 wurde die Gemeinde Hessisch Oldendorf aufgelöst und der Gemeinde Hameln angeschlossen, zu der sie bereits bis 1957 gehört hatte.
Die türkisch-islamische Gemeinde in Hessisch Oldendorf hat ihren Sitz in der Nähe des Güterbahnhofs. Dort wurde ein Haus in Eigenregie zu einer Moschee (ohne Minarett) mit Gemeinderäumen umgebaut. Die Gemeinde ist Mitglied in der Türkisch-Islamischen Union der Anstalt für Religion (DITIB).

## Politik

### Rat
Der Rat der Stadt Hessisch Oldendorf besteht aus 32 Ratsmitgliedern. Dies ist die festgelegte Anzahl für eine Stadt mit einer Einwohnerzahl zwischen 15.001 und 20.000 Einwohnern. Die 32 Ratsmitglieder werden durch eine Kommunalwahl für jeweils fünf Jahre gewählt. Die aktuelle Amtszeit begann am 1. November 2021 und endet am 31. Oktober 2026.
Stimm- und sitzberechtigt im Rat ist außerdem der hauptamtliche Bürgermeister.
Die letzte Kommunalwahl am 12. September 2021 führte zu folgendem Ergebnis:
| Partei           | 2021 | 2016 | 2011 |
| ---------------- | ---- | ---- | ---- |
| SPD              | 11   | 14   | 15   |
| CDU              | 11   | 11   | 12   |
| Grüne            | 5    | 4    | 5    |
| FDP              | 1    | 1    | 0    |
| Die Unabhängigen | 2    | 1    | –    |
| Die Linke        | 0    | 1    | –    |
| AfD              | 2    | –    | –    |

### Bürgermeister
Hauptamtlicher Bürgermeister der Stadt Hessisch Oldendorf ist Tarik Oenelcin (parteilos), der auf der Liste der CDU kandidierte. Bei der Bürgermeisterwahl 2021 erhielt er 53,74 % der gültigen Stimmen. Sein Vorgänger war Harald Krüger von der SPD.

### Ortsräte
Die acht Ortschaften haben in der Wahlperiode von 2021 bis 2026 zusammen 97 Ortsratsmitglieder. Diese verteilen sich seither wie folgt:
| Ortschaft          | SPD | CDU | Grüne | Unabh. | AfD |
| ------------------ | --- | --- | ----- | ------ | --- |
| Fischbeck          | 4   | 7   | 2     | –      | –   |
| Großenwieden       | 5   | 3   | 3     | –      | –   |
| Hemeringen/Lachem  | 5   | 5   | 1     | –      | –   |
| Hessisch-Oldendorf | 3   | 6   | 2     | 4      | –   |
| Hohenstein         | 6   | 5   | 1     | –      | –   |
| Rohdental          | 7   | 3   | –     | –      | 1   |
| Sonnental          | 6   | 6   | 1     | –      | –   |
| Süntel             | 6   | 4   | 1     | –      | –   |
| Summe              | 42  | 39  | 11    | 4      | 1   |

### Wappen
| Wappen von Hessisch Oldendorf | Blasonierung: „Unter goldenem (gelbem) Schildhaupt mit drei achtstrahligen roten Sternen ein silbernes (weißes) Nesselblatt auf rotem Feld.“ |
| Wappen von Hessisch Oldendorf | Wappenbegründung: Klemens Stadler schreibt hierzu in seinem Wappenbuch: „Das bis zum späten 16. Jahrhundert benutzte Hauptsiegel aus dem 14. Jahrhundert enthält nur das langgezahnte Nesselblatt als Schildbild der Schaumburger Grafen, die die Stadt im 13. Jahrhundert gründeten, ebenso auch das älteste Sekret mit Abdrucken seit 1449. In den späteren Sekretsiegeln des 16. und 17. Jahrhunderts ist das Schildhaupt mit den Sternen beigefügt. Sie rühren wohl vom Wappen der Herrschaft Sternberg her; die Schaumburger erwarben sie 1377 und stellten später in ihrem Schild die Sterne zum Nesselblatt. Dieses wird in neuester Zeit im Stadtwappen in der ‚hässlichen‘ zerstückelten Form gezeigt, die sich für das Schaumburger Zeichen seit dem 18. Jahrhundert im Wappen der Landgrafen von Hessen findet, die die Stadt seit 1647 beherrschten.“ |

### Flagge
Die Flagge der Stadt ist rot-weiß. Sie zeigt in der Mitte das Wappen der Stadt.

### Städtepartnerschaft
Seit dem Jahr 1993 unterhält Hessisch Oldendorf eine Partnerschaft mit der brandenburgischen Stadt Gransee.

## Kultur und Sehenswürdigkeiten

### Bauwerke

#### Evangelische Stadtkirche St. Marien
Die evangelische Stadtkirche St. Marien ist seit dem 14. Jahrhundert bezeugt. Der jetzige Bau wurde gegen Ende des 14. bzw. zu Anfang des 15. Jahrhunderts errichtet und 1886 erneuert. Zur Ausstattung der gotischen Hallenkirche gehören ein rundes Bronzetaufbecken von 1590, ein Abendmahlsbild aus derselben Zeit und zwei Kreuzigungstafeln des 17. Jahrhunderts.

#### Münchhausenhof

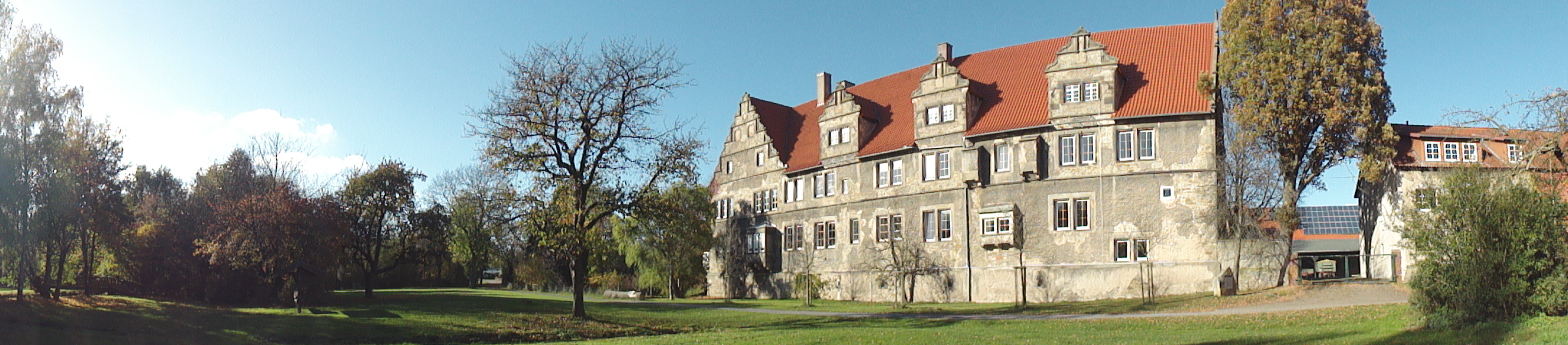
Münchhausenhof mit Park

Der Münchhausenhof ist ein Burgmannshof, dessen Herrenhaus ab 1583 von den Freiherren von Münchhausen im Stile der Weserrenaissance erbaut wurde. Er gilt als größter und bedeutendster Adelshof der Grafschaft Schaumburg, dessen schlossähnliches Herrenhaus eine ab 1583 entstandene Zweiflügelanlage ist. Der Burgmannshof entstand im 13. Jahrhundert und stand seit dem 14. Jahrhundert im Besitz der Ministerialenfamilie von Büschen. 1559 kam der Münchhausenhof in den Besitz des Börries von Münchhausen. 1594 gehörte er Ludolf von Münchhausen, der ihn bis 1640 bewohnte und als Humanist und Literat eine bedeutende Bibliothek zusammentrug. Seit 1947 steht der heutige Gutshof nicht mehr im Besitz der Familie von Münchhausen und wird privat bewirtschaftet.

#### Baxmann-Brunnen

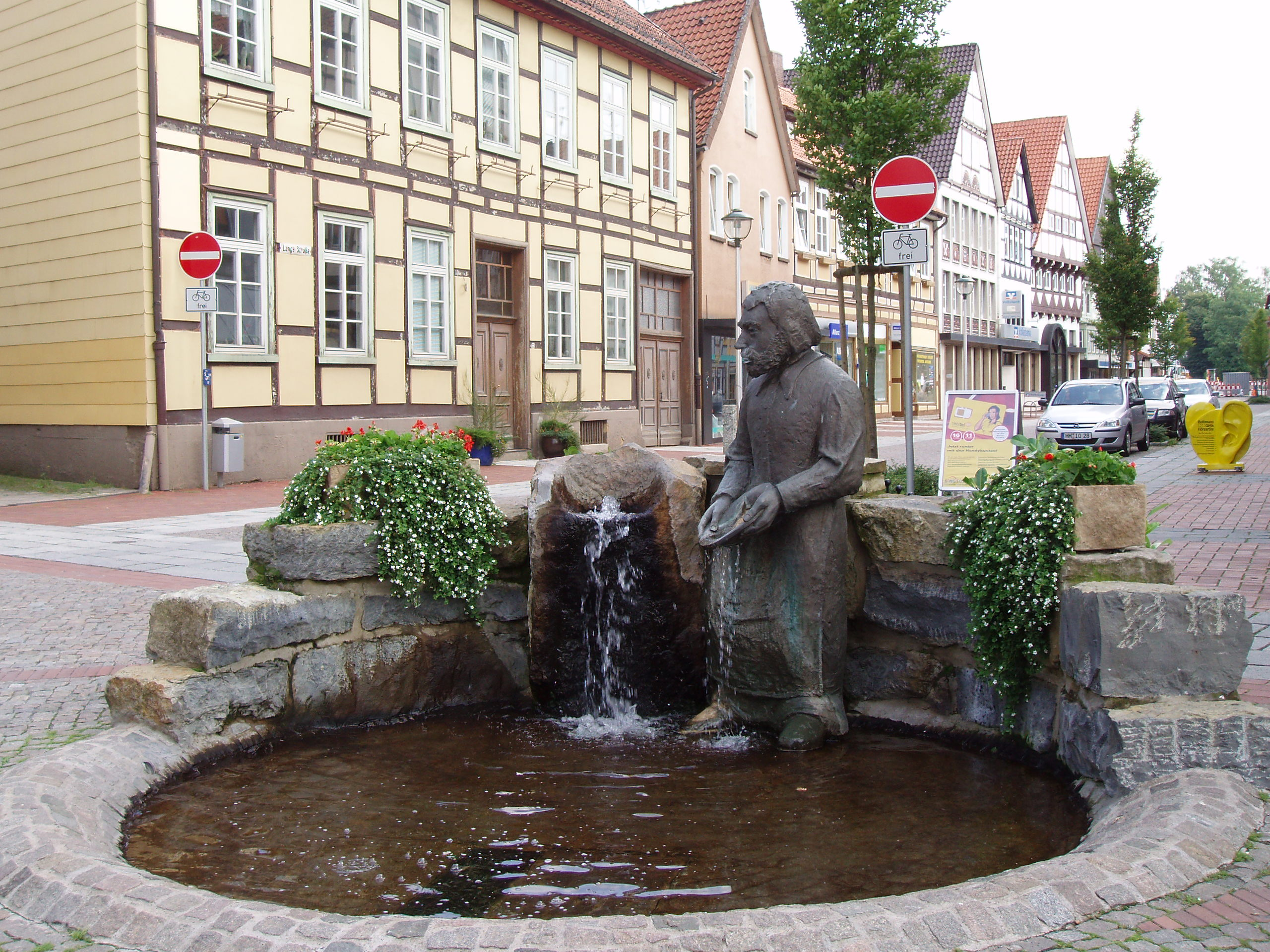
Baxmann-Brunnen

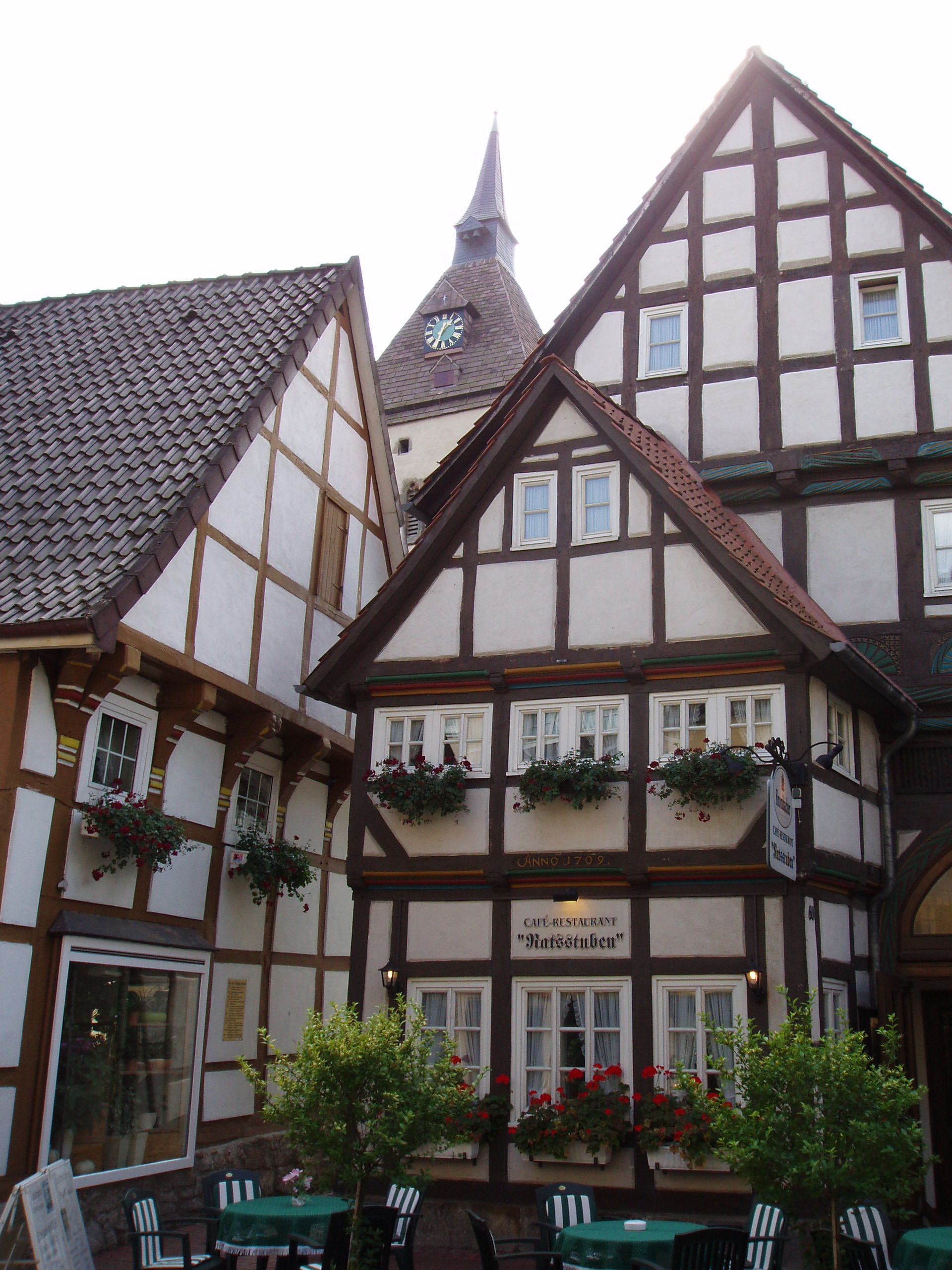
Fachwerkbauten in der Langen Straße: Haus Nr. 60 (rechts) und Nr. 62 (links)

2003 in Erinnerung an Cord Baxmann errichtet, den sagenumwobenen Ratskeller-Wirt, Tornemann und Stadtmusikus, der von 1599 bis 1690 in Oldendorf lebte.

#### Fachwerkhäuser

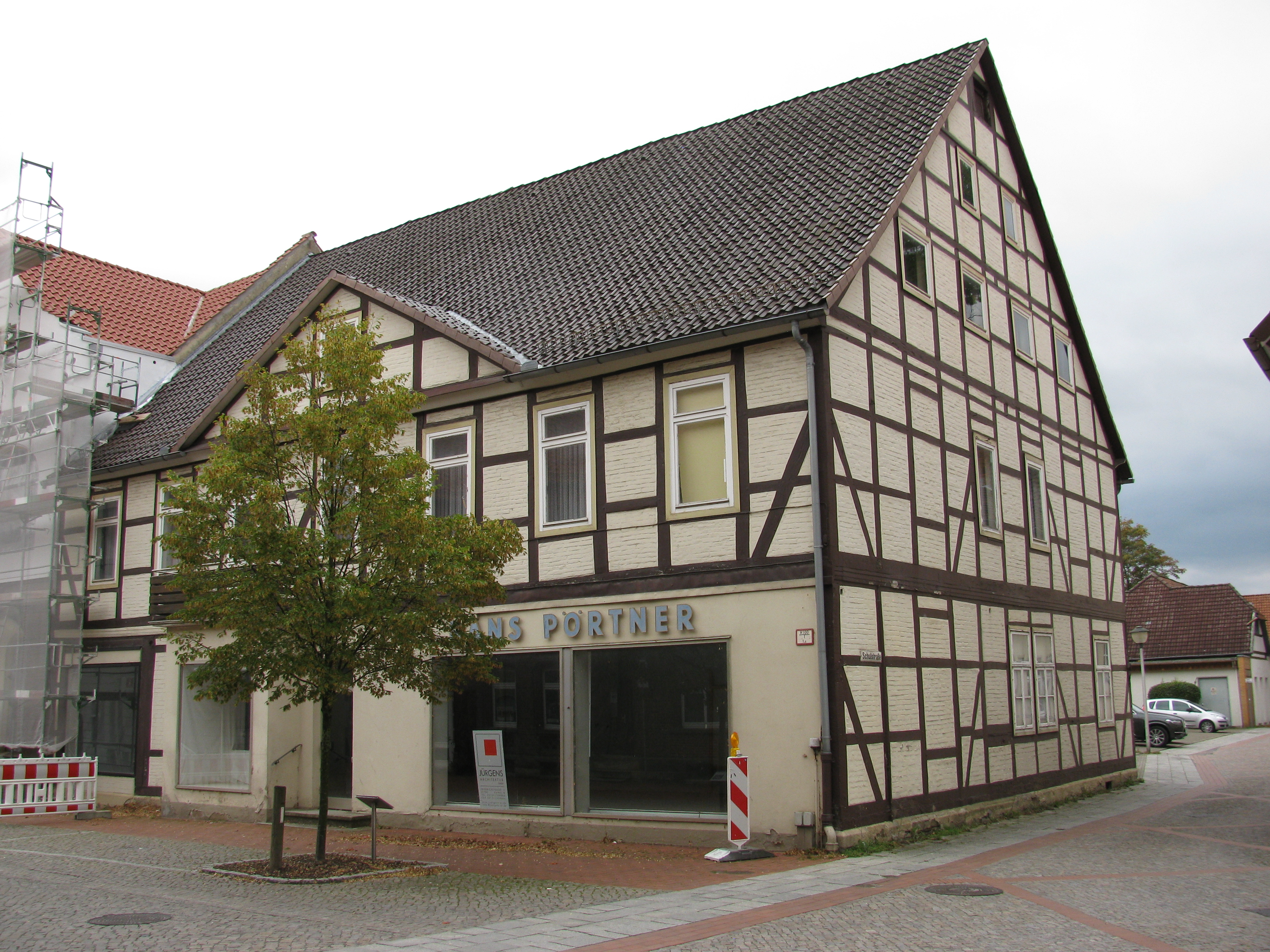
Im Mai 2022 abgebrochen: Das unter Denkmalschutz stehende Haus Pörtner in der Weserstraße

Das einst von zahlreichen Fachwerkhäusern geprägte Stadtbild wurde in den vergangenen Jahrzehnten stark verändert. So wurden allein zwischen 1945 und 1988 mehr als 30 Fachwerkbauten abgebrochen. Zu den größten Verlusten dieses Zeitraumes zählen das Herrenhaus des Ritterguts von Mengersen, das einer modernen Senioren-Wohnanlage weichen musste und der 1818 erbaute Ratskeller, der 1969 zugunsten der Stadtsparkasse verschwand. Der Trend setzt bis heute fort. Im Mai 2022 wurde das Haus Pörtner, ein klassizistischer Fachwerkbau, abgebrochen. 2025 wurde ohne Not das Haus Weserstraße 9 beseitigt. Es war keineswegs einsturzgefährdet und gehörte zum ältesten Baubestand der Stadt. Der Abbruch weiterer Gebäude ist im Rahmen des Projektes „HO baut um!“ geplant. In der Innenstadt blieben trotz alledem noch mehrere, zumeist giebelständige Fachwerk-Dielenhäuser erhalten, von denen etliche jedoch verkleidet oder durch Ladeneinbauten entstellt sind. Hervorzuheben sind die folgenden Bauten:
- Kirchplatz 5. Der zweigeschossige Ständerbau wurde 1772 als Armenhaus erbaut.
- Lange Straße 47, Giebelhaus mit Fächerrosetten, bezeichnet 1585. Stark restauriert, das Erdgeschoss durch Ladeneinbau entstellt.
- Lange Straße 48. Das stark veränderte und zu einem großen Teil verkleidete Haus ist mit zahlreichen Inschriften und Beschlagwerkdekor versehen. Es wurde 1621 errichtet.
- Lange Straße 60 (Ratsstuben). Der mit Fächerrosetten und geschnitzten Füllbrettern versehene Bau ist am Giebel „1576“ bezeichnet. Erst 1709 wurde der utluchtartige Vorbau hinzugefügt. Hinter dem Haus befinden sich die Reste eines angeblich noch aus der Spätgotik stammenden Steinwerkes.
- Lange Straße 62. Um 1550 entstandenes Traufenhaus mit seitlicher Diele, dessen frei stehender Giebel über Knaggen weit vorkragt. Im 19. Jahrhundert wurde das Gebäude zur Straße hin um 1/2-fach verbreitert.
- Lange Straße 63. Zweigeschossiges Dielenhaus mit Zwischenstock und zwei ungleichen Utluchten, bezeichnet 1563. Der Giebel ist mit Fächerrosetten verziert.
- Lange Straße 78, 1657 errichtetes Giebelhaus, im unteren Bereich stark erneuert.
- Lange Straße 84. Stattlicher Bau mit Krüppelwalmdach, dessen Stockwerke einzeln abgezimmert sind. Das zweigeschossige Gebäude wurde 1746 durch den Oldendorfer Bürgermeister und Kaufmann Gelshorn errichtet. In jüngerer Zeit wurde das Erdgeschoss durch Ladeneinbauten stark verändert und die in der linken Hälfte gelegene Diele verbaut.
- Lange Straße 85. Hinter dem 1983 in Anlehnung an den Vorgängerbau errichteten Bank-Neubau liegt ein zwischen 1500 und 1550 errichtetes Hinterhaus in Fachwerk.
- Lange Straße 90. Das 1563 bezeichnete Dielenhaus ist mit Fächerrosetten verziert.
- Mittelstraße 1. Das giebelständige und zum Teil massiv erneuerte Haus wurde 1543 erbaut und gilt damit als das älteste Wohngebäude der Stadt.[32] Die mit Fächerrosetten geschmückte Utlucht wurde 1585 hinzugefügt.
- Südstraße 2. Gut erhaltenes Dielenhaus mit Utlucht, bezeichnet 1550.

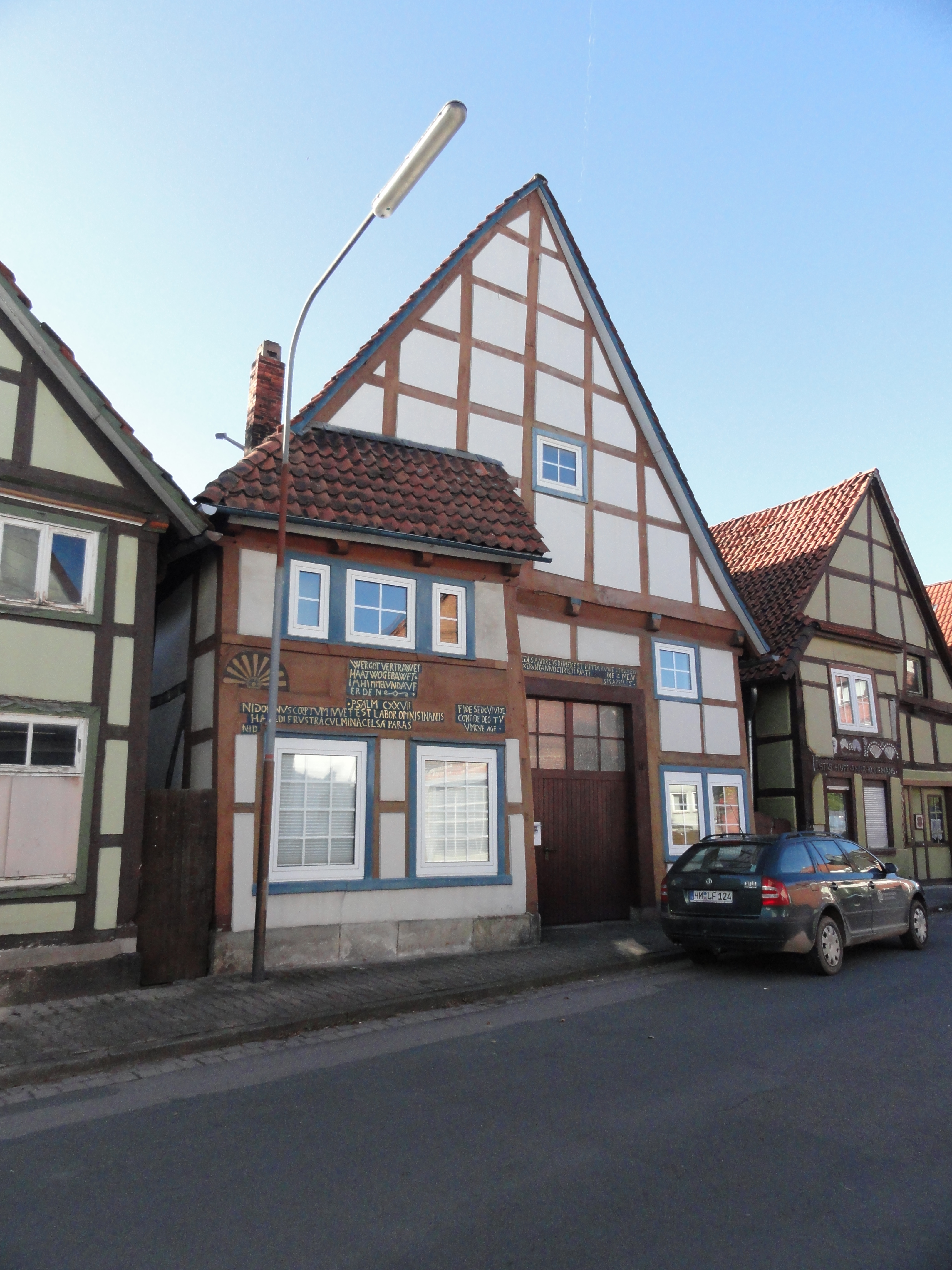
Sollen im Rahmen des städtebaulichen Planungskonzeptes „HO baut um!“ abgerissen werden: Die denkmalgeschützten Fachwerkhäuser Schulstraße 12 (links) und 10 (rechts)

- In der Schulstraße befindet sich noch eine Reihe älterer Handwerkerhäuser, darunter: Nr. 10, bezeichnet 1607 u. Nr. 12, bezeichnet 1608, beide mit Utlucht und Dielentor. Die Häuser sollen nach Umsetzung des städtebaulichen Rahmenkonzeptes „HO baut um!“ abgebrochen und durch traufständige Wohnhäuser ersetzt werden.[33]

#### Stadtbefestigung
Die Stadtumwallung mit Graben ist vor allem im Norden und an der Südwest- und Südostecke recht gut erhalten. Stadtmauern hat es nur teilweise im Bereich der Stadttore gegeben. Die Wälle wurden sonst nur durch Palisaden und den natürlichen Schutz der Landschaft (Weserarm im Süden und unwegsames morastiges Schilfgebiet im Norden) geschützt. Nachweisbar sind drei bruchsteingemauerte Rundtürme an der Südost-, Südwest- und Nordseite des Stadtwalls. Im Bürgerzwangturm an der Nordseite des Stadtwalls wurde bis zum Bau des Amtsgerichtsgefängnisses im Jahr 1886 die Turmstrafe als schwerste verhängte Strafe des Stadtgerichts verbüßt.

Stadtbefestigung und Burgmannshöfe 16. Jahrhundert
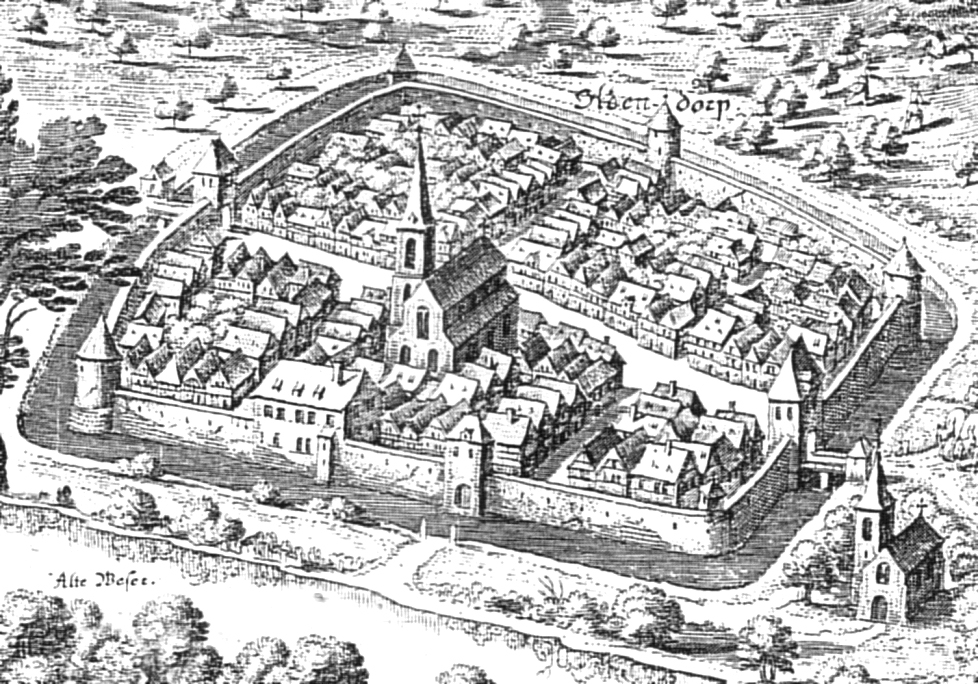
Stadtansicht von 1633
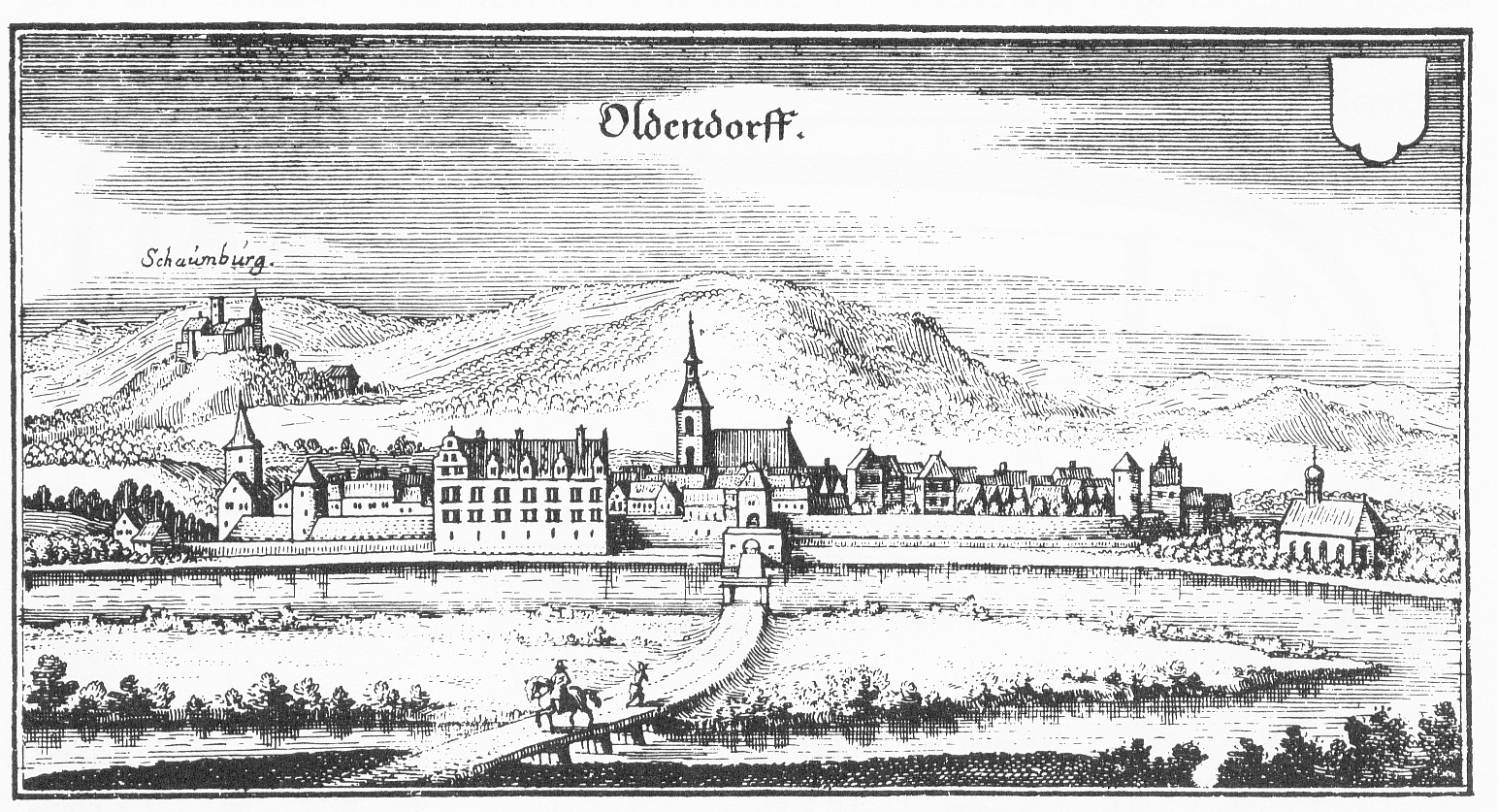
Merian-Stich von 1647
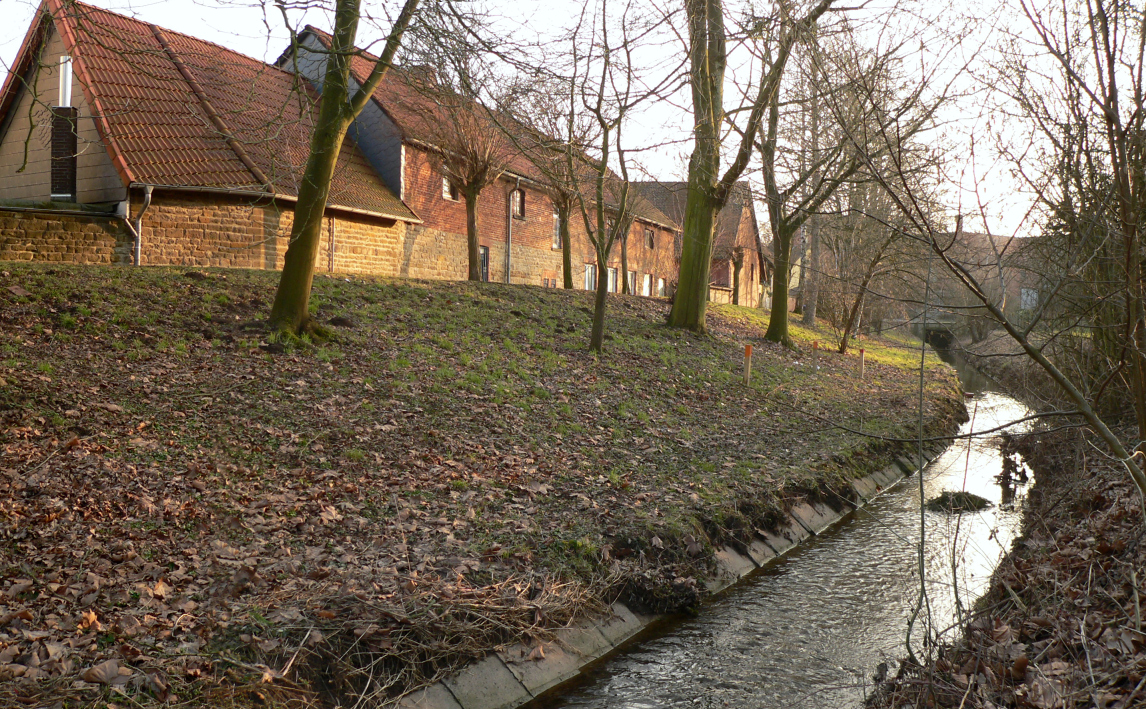
Wall und Graben der alten Stadtbefestigung

### Stadtarchiv
Das Stadtarchiv befindet sich als Depositum im Niedersächsischen Landesarchiv (Abteilung Bückeburg).

### Volkswagen- und Rometsch-Museum
Inspiriert durch regelmäßige Treffen von Volkswagenliebhabern in Hessisch Oldendorf wurde im Sommer 2009 durch die Interessengemeinschaft T2 Freunde des VW-Busses 1967–1979 e. V. in Zusammenarbeit mit der Stadt Hessisch Oldendorf und dem Volkswagenwerk Hannover beschlossen, ein Bullimuseum in den Räumen der alten Zuckerfabrik zu gründen. Im Jahr 2012 verzögert sich der Umbau aufgrund einer fehlenden Anschubfinanzierung. Eine Wirtschaftlichkeitsberechnung ergab, dass nach dieser ein verlustfreier Betrieb gewährleistet ist. Am 24. August 2020 wurde das Museum aufgelöst.
Seit 2015 gibt es in Hessisch Oldendorf auch das „Rometsch-Karosserie-Museum“, das sich den größtenteils auf VW-Käfer-Basis gebauten Fahrzeugen des Karosseriebauers Friedrich Rometsch aus Berlin-Halensee widmet.

### Internationales Volkswagen Veteranentreffen in Hessisch Oldendorf
Alle vier Jahre findet in Hessisch Oldendorf das Internationale Volkswagen Veteranentreffen statt. Das 5. Internationale Volkswagen Veteranentreffen im Jahr 2009 mit fast 40.000 Besuchern sowie über 1.450 Teilnehmern aus 32 Nationen war bis dahin das größte derartige Treffen der Welt. Organisiert wurde die Veranstaltung von Traugott und Christian Grundmann sowie einer Vielzahl von freiwilligen Helfern. Im Sommer 2013 fand die sechste Auflage des Treffens statt. Wie schon vier Jahre zuvor war der Besucheransturm ungebrochen und wurde auf über 40.000 Personen geschätzt. Die Teilnehmer kamen aus 34 Nationen. Am 8. Juli 2013 strahlte der NDR im Rahmen der Sendereihe „die nordreportage“ einen Film über das Käfertreffen und seinen Gründer aus. Im Jahr 2017 fand das 7. Treffen statt und turnusmäßig war das 8. Treffen für das Jahr 2021 geplant. Bedingt durch Corona und die damit verbundenen Beschränkungen für derartige Großveranstaltungen konnte das Treffen im Jahr 2021 nicht stattfinden und wurde um ein Jahr verschoben. Das 8. Internationale Volkswagen Veteranentreffen fand schließlich im Juni 2022 statt.

### Sport und Vereine
Der größte Verein der Stadt ist der VfL Hessisch Oldendorf, dessen Handballsparte regionale und überregionale Erfolge vorzuweisen hat. Momentan spielen die erste Herrenmannschaft in der Landesliga Hannover. Die erste Damenmannschaft stieg in der Saison 2017/2018 erstmals in die Oberliga Niedersachsen auf. Speziell fokussiert auf den Bereich Tischtennis ist der TTC Blau-Weiß Hessisch Oldendorf. Bekannt ist die Stadt außerdem durch einen ihrer Fußballvereine, den TuS Hessisch Oldendorf, welcher Mitte der achtziger Jahre in der Amateuroberliga Nord spielte. Daneben gründete sich aus der damaligen dritten Herrenmannschaft des TuS im Jahr 1991 der SV Rot-Weiß Gencler Birligi Hessisch Oldendorf.

## Wirtschaft und Infrastruktur

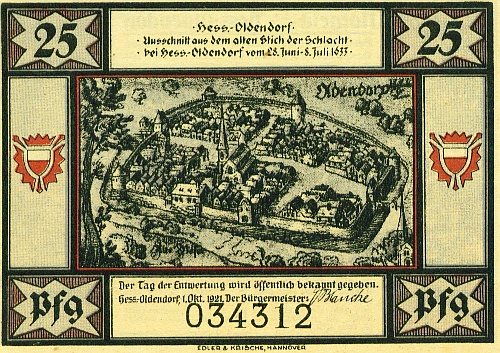
Notgeld der Stadt Hessisch Oldendorf aus den 1920er Jahren

### Unternehmen
Hessisch Oldendorf ist stark geprägt durch klein- und mittelständische Unternehmen. Zu den größten Arbeitgebern zählen unter anderem die:
- BDH Klinik Hessisch Oldendorf (siehe unten)
- Biozym Scientific GmbH (Laborbedarf)
- Dr. Schutz Group (Bodenpflege)
- Dreluso-Pharmazeutika Dr. Elten & Sohn (Pharmazeutik)
- Motoren Zimmer (KfZ-Werkstatt)
- OEG (Großhändler Haustechnik)
- Pomona Kellerei (Getränke)
- Rinne Tischlerei & Glashandel (Tischlerei und Glashandel)

Des Weiteren sind eine Vielzahl von Menschen im Rahmen der städtischen Verwaltung mit dem dazugehörigen Bauhof beschäftigt. Einen weiteren Wirtschaftsfaktor stellt, besonders in der Zeit vom Frühjahr bis zum Herbst, der Radtourismus entlang des Weserradweges dar.

### Medien
Aufgrund der angrenzenden Lage zum Landkreis Schaumburg sowie der historischen Zusammengehörigkeit kann in Hessisch Oldendorf als Tageszeitung sowohl die Deister- und Weserzeitung als auch die Schaumburger Zeitung bezogen werden. Weiterhin erscheint über den Werbering der Stadt regelmäßig das Schaufenster.
Hessisch Oldendorf liegt im Sendegebiet des Hamelner Lokalsenders Radio Aktiv, der über die UKW-Frequenz 99,3 MHz zu empfangen ist.

### Tourismus
Hessisch Oldendorf liegt im Naturpark Weserbergland, der im Jahr 1975 gegründet wurde und etwa 50 Kilometer südwestlich von Hannover liegt. Hessisch Oldendorf tritt zusammen mit anderen Gemeinden im Verbund „Tourismuszentrum Westliches Weserbergland“ auf.
Die bei Langenfeld gelegene Schillat-Höhle wurde 1992 bei Sprengarbeiten im Steinbruch Segelhorst entdeckt. Sie ist damit die nördlichste Tropfsteinhöhle Deutschlands und seit 2004 für Besucher zugänglich.
Hessisch Oldendorf liegt direkt am Weserradweg zwischen Hameln und Rinteln. Des Weiteren gibt es zahlreiche Wandermöglichkeiten. So führt die 12. Etappe des Weserberglandwegs entlang von Hessisch Oldendorf.

### Bildung
Lehrer und Schüler werden in der Stadt ab 1407 erwähnt.
Die Grundschule am Rosenbusch befindet sich im Gebäude der amerikanischen Schule auf dem Gelände der ehemaligen NATO-Kaserne. Die Schule ist Mitglied im „Regionalen Integrationskonzepte zur sonderpädagogischen Grundversorgung“, welches die gemeinsame Beschulung von behinderten und nichtbehinderten Kindern fördert.
Die Hauptschule am Hohenstein existierte seit 1973. Neun Jahre vorher wurde die Bildungseinrichtung auf Grund von Platzmangel von den Gebäuden am Kirchplatz in den Neubau an der Mühlenbachstraße verlegt. Aufgrund von Baumängeln wurde 2009 beschlossen den 30 Jahre alten ehemaligen Orientierungsstufentrakt abzureißen und das Schulgelände für eine zukünftige verschmolzene Real-/Hauptschule umzugestalten.
Die Wilhelm-Busch-Realschule befand sich unmittelbar neben der Hauptschule am Hohenstein in der Mühlenbachstraße. Das Gebäude wurde Mitte der 1990er Jahre saniert und beherbergte seitdem wieder die Realschule (zwischenzeitlich war dort die Grundschule angesiedelt). Im Herbst 2009 wurde eine Mensa für Haupt- und Realschule errichtet.
Die Oberschule in Hessisch Oldendorf ging u. a. aus einer demografisch bedingten Verschmelzung der Real- und Hauptschule hervor. Der erste Jahrgang wurde im Schuljahr 2011/2012 aufgenommen und umfasste 79 Schüler. Das Lehrpersonal und die Gebäude wurden weitestgehend übernommen. Ein gymnasialer Zweig ist beantragt. Die Idee eine Integrierte Gesamtschule (IGS) einzurichten, wurde nicht umgesetzt.

### Baxmannbad
Das Baxmannbad ist ein Freibad und wurde um das Jahr 2000 aufwändig saniert. Es wurde unter anderem mit einer Aluminiumwanne sowie einem großen Nichtschwimmerbereich mit Wasserrutsche und zahlreichen Wasserspielen ausgestattet. Des Weiteren gibt es ein Becken für Kleinkinder. Die Länge des Schwimmerbeckens beträgt 25 Meter. Die Umkleidebereiche wurden mit Solaranlagen zur Wassererwärmung bestückt. Der elektronische Verkauf von Eintrittskarten per Automat wurde nach einigen Jahren durch einen Personenverkauf ersetzt. Seit einigen Jahren gibt es auch einen Förderverein, der das Schwimmbad tatkräftig unterstützt und für diverse Anschaffungen zur Attraktivitätssteigerung des Bades verantwortlich ist. So wurde beispielsweise ein Volleyballfeld angelegt. Weiterhin nutzt der DLRG-Ortsverein das Bad für sein Training und sorgt als Unterstützung des Badepersonals für einen reibungslosen Betrieb. Ebenfalls stehen ausreichend PKW-Parkplätze sowie Fahrradparkmöglichkeiten in Eingangsnähe zur Verfügung. Eine Anbindung an den ÖPNV ist mit einer eigenen Bushaltestelle gegeben.

### BDH-Klinik Hessisch Oldendorf
Die BDH-Klinik Hessisch Oldendorf (bis 31. Dezember 2008 Neurologische Klinik) ist ein Akademisches Lehrkrankenhaus der Medizinischen Hochschule Hannover mit über 250 Betten. Das erste Haus wurde bereits 1926 gegründet und diente seit 1957 unter dem Namen Haus „Korea“ als Unterkunft für Hirnverletzte. Es folgten die Häuser „Niedersachsen“, „Baxmann“, „Sonnental“ und „Hohenstein“. 1973 wurde der „Bergpark“ eröffnet, der heute unter dem Namen „Friedrich-Bergmann Park“ geführt wird. Drei Jahre später folgte die Erweiterung der Klinikanlage durch das Haus „Süntel“. Neben der neurologischen Frührehabilitation liegt ein weiterer, traditionsreicher Schwerpunkt der Klinik auf der beruflichen Rehabilitation. Hierzu bietet die BDH-Klinik Hessisch Oldendorf ein bewährtes multiprofessionelles Therapiekonzept an.

### Verkehr

#### Straßenverkehr
Die dreispurige Bundesstraße 83 (Wesertalstraße) tangiert das Weserstädtchen im Süden und sorgt für die Anbindung in Richtung Hameln, Rinteln und Minden. Auf der Landesstraße 434 erreicht man nach neun Kilometern die Bundesautobahn 2 (Anschlussstelle Rehren). Die Entfernung nach Hannover beträgt etwa 50 Kilometer. Des Weiteren gibt es eine Brücke zur Überquerung der Weser.

#### Schienenverkehr
Der Bahnhof Hessisch Oldendorf mit Park- und Ride-Parkplätzen, Fahrradboxen, überdachter Fahrradabstellanlage und höhengleichen Einstiegsmöglichkeiten ist Haltestelle der Weserbahn, die von Löhne über Bad Oeynhausen-Süd, Vlotho, Rinteln, Hessisch Oldendorf, Hameln und Elze nach Hildesheim führt.  Die Bahnstation befindet sich im Großraum-Verkehr Hannover, im Tarifgebiet Regionaltarif Stufe F. Aktuell (Stand März 2023) wird die Linie von der Nordwestbahn im Stundentakt bedient.
In Hameln besteht die Möglichkeit, in die S-Bahn-Linie 5/51 nach Hannover oder Paderborn umzusteigen. In Elze ergibt sich durch den Metronom die Reisemöglichkeit nach Göttingen oder Hannover. In entgegengesetzter Richtung führt die Strecke von Hessisch Oldendorf bis nach Herford und ermöglicht einen Anschluss an Züge in Richtung Bielefeld.

#### Busverkehr
Das Stadtgebiet Hessisch Oldendorf ist mit mehreren Bushaltestellen an das Netz des Nahverkehrs Hameln-Pyrmont (Die Öffis) angebunden. Die (Haupt-)Linie fährt zum Bahnhof Hameln. Weitere Linien verbinden Hessisch Oldendorf mit den umliegenden Ortsteilen und der Schillat-Höhle. Eine Buslinie fährt nach Rinteln.

### Erneuerbare Energien
Im Stadtgebiet Hessisch Oldendorf existieren momentan (Stand März. 2012) zwei Standorte für Windenergieanlagen. Die ersten zwei Windräder wurden in der Nähe von Weibeck errichtet. Ein zweites Gebiet mit vier Windrädern wurde in Hemeringen erschlossen. Dieses beherbergt auch eine Biogasanlage sowie zwei größere Flächen Photovoltaikkollektoren. Eine weitere existiert in der Kernstadt, betrieben von E.ON Westfalen Weser, eine dritte in Höfingen und eine vierte in Pötzen. Alle vier werden hauptsächlich mit Maissilage gespeist, welche ausschließlich von lokalen Landwirten produziert wird. Seit 2012 steht auf dem ehemaligen Gewerbegebiet Süd in Hessisch Oldendorf eine der größten Photovoltaikanlagen Niedersachsens.

## Persönlichkeiten
- Alexander Baustädt (1828–1905), geboren in Rumbeck, Verwaltungsjurist
- Heinrich Beerbom (1892–1980), Bürgermeister, Stadtdirektor und Ehrenbürger der Stadt Bramsche
- Wilhelm Beisner (1911–?), geboren in Krückeberg, SD- und SS-Führer sowie Waffenhändler und Agent
- Heinrich Clavey (1918–2000), Politiker (SPD), Landtagsabgeordneter
- Otto Deppmeyer (* 1947), Politiker (CDU), MdL
- Franz von Geyso (1855–1925), Regimentskommandeur in der Preußischen Armee und Geschichtsforscher.
- Rudolf Holste (1897–1970), Generalleutnant
- Agnes Kant (* 1969 in Hessisch Oldendorf), niederländische Medizinerin und Politikerin der Socialistische Partij
- Richard Krentzlin (1864–1956), verstorben in Hessisch Oldendorf, Klavierpädagoge und Komponist (Der junge Pianist u. a.)
- Heinrich Krone (1895–1989), Politiker (Zentrumspartei, CDU), MdR, MdB, Bundesminister für Angelegenheiten des Bundesverteidigungsrates, CDU/CSU-Bundestags-Fraktionsvorsitzender
- Helmut Kuhlmann (1940–2022), Politiker (CDU), Mitglied des Niedersächsischen Landtages
- Ilske Laginges (–1558), erstes Opfer der Hexenprozesse in Oldendorf.[4]
- Oskar von Meibom (1813–1874), Richter und Politiker
- Karl Ludwig August Heino von Münchhausen (1759–1836), Offizier im Amerikanischen Unabhängigkeitskrieg und Dichter (Freundschaft mit Johann Gottfried Seume)
- Ludolph von Münchhausen (1570–1640), genannt der Gelehrte, sammelte die seinerzeit größte und berühmteste Bibliothek Norddeutschlands
- Heinrich Christoph Röpenack (1847–1913), Militärmusiker
- Konrad Schlüsselburg (1543–1619), lutherischer Theologe
- Georg Schwedt (* 1943), Chemiker
- Johannes-Peter Stasch (* 1954), geboren in Großenwieden, Pharmakologe, Chief Scientist Bayer AG, Hochschullehrer, Mitglied der Leopoldina
- Anton Steding (1621–1698), Theologe
- Herbert Steding (1930–1996), geboren in Kleinenwieden, Politiker (SPD), Landrat
- Gustav Süs (1823–1881), geboren in Rumbeck, Maler und Kinderbuchautor
- Hans Peter Thul (* 1948), Politiker (CDU), MdL, MdB, Mitglied im Ausschuss für die Angelegenheiten der Europäischen Union
- Albert Wehrhahn (1848–1942), geboren in Oldendorf, Stadtschulrat in Hannover, Wegbereiter des Sonderschulwesens gemeinsam mit Heinrich Kielhorn, Heimatforscher, Ehrenbürger der Stadt Hessisch Oldendorf
- Johann Christoph Wenthe (1811–1873), Landwirt und Mitglied der kurhessischen Ständeversammlung
- Ludwig Wessel (1879–1922), evangelischer Pastor der St. Nicolaikirche in Berlin
- Reinhard Winter (* 1953), Kommunalpolitiker (CDU)
- Johannes Wolff (1884–1977), im Ortsteil Lachem geborener evangelischer Theologe